# Bundesautobahn 4
De Bundesautobahn 4 (kort BAB4, A4 of 4) is de Duitse autosnelweg van de Nederlandse grens bij Aken tot de Poolse grens bij Görlitz. Het is na de A7, A3 en A1 de vierde langste snelweg van Duitsland. De weg begint bij de Nederlandse grens bij Vetschau (noordelijke stadsdeel van Aken) als vervolg van de A76 via Keulen tot Kreuztal-Krombach. Na een onderbreking loopt de snelweg vanaf het Kirchheimer Dreieck via Erfurt, Jena, Gera, Chemnitz en Dresden tot aan de Poolse grens bij Görlitz, waarna de snelweg overgaat in eveneens de A4 richting Wrocław (Breslau).
Hij passeert de steden Aken, Keulen, Eisenach, Erfurt, Weimar, Jena, Chemnitz, Dresden, Bautzen en Görlitz.
De snelweg is over bijna de gehele lengte onderdeel van de E40. Het korte trajectdeel tussen de Nederlandse grens en Kreuz Aachen is deel van de E314. Geen onderdeel van een Europese weg is het rond de 6 kilometer lange trajectdeel tussen Kreuz Olpe-Süd en Kreuztal-Krombach. Daarnaast is het trajectdeel tussen Dreieck Dresden-West (A17) en Dreieck Dresden-Nord (A13) naast de E40 ook onderdeel van de E55.
Het traject bestaat uit twee apart gelegen delen: het westelijk deel tussen Nederland en Olpe dat circa 156 km lang is en het oostelijk deel tussen Bad Hersfeld en Polen dat circa 429 km lang is. Er bestaan plannen om de weg door te trekken vanaf het huidige einde bij Krombach tot aan de Kirchheimer Dreieck.

## Verloop

### Aken tot Krombach
De A4 begint met 2x2 rijstroken bij de grensovergang Vetschau als vervolg van de Nederlandse A76 en verloopt noordelijk van de rand van Aken naar het gelijknamige knooppunt (Kreuz Aachen), waar de A544 en de A44 gekruist worden. Op het vervolgende trajectdeel tot Keulen werd de snelweg in de afgelopen jaren verbreed naar 2x3 rijstroken. In de omgeving van Eschweiler werden twee nieuwe aansluitingen gebouwd. De aansluiting Eschweiler-Ost werd tijdens de verbreding gebouwd. Eind 2015 werd de nieuwe aansluiting Langerwehe vrijgegeven. Beide aansluitingen liggen dicht bij en ten zuiden van de Elektriciteitscentrale Weisweiler. Het trajectdeel tussen Düren en Kreuz Kerpen werd van 2008 tot 2014 door de uitbreiding van de Bruinkoolmijn Hambach enkele kilometers naar het zuiden verlegd en gelijk naar 2x3 rijstroken verbreed. Achter Kerpen, waar de A61 gekruist wordt, volgt het bij Frechen gelegen Kreuz Köln-West met de A1 en de A4 is vanaf hier onderdeel van de zuidelijke Ring van Keulen. Bij Kreuz Köln-Süd buigt de A555, de oudste snelweg van Duitsland, naar Bonn af en de A4 kruist de Rijn met de Rodenkirchener Brücke, een hangbrug. Achter Kreuz Köln-Gremberg, waar de A559 richting Flughafen Köln-Bonn afbuigt, volgt Dreieck Köln-Heumar. Hier komen de A4, A3 en de A59 bijeen. Tot het volgende knooppunt, Kreuz Köln-Ost, loopt de A4 gemeenschappelijk met de A3 over hetzelfde tracé. Desondanks de 2x4 rijstroken op dit trajectdeel is het door de hoge verkeersintensiteiten gevoelig voor congestie.
Na Keulen verloopt de snelweg door het Bergisches Land langs de steden Bergisch Gladbach, Overath, Gummersbach en Bergneustadt en kruist bij Kreuz Olpe-Süd de Sauerlandlinie A45. Dit was jarenlang het eindpunt van het westelijke deel. Sinds 2006 verloopt de A4 verder in het Siegerland tot Krombach, waar de snelweg naadloos overgaat in de Hüttentalstraße B54.

### Kirchheim tot Görlitz
Het oostelijke deel van de A4 begint bij Kirchheimer Dreieck aan de A7 in Hessen. Na Bad Hersfeld loopt de snelweg door Oost-Hessen en passeert meermaals de grens met Thüringen. Het trajectdeel tussen de aansluitingen Wildeck-Obersuhl en Wobben was tijdens de DDR-tijd door de locatie in het grensgebied gesloten en werd na de Wende gelijk geopend. Vanaf Wommen heeft de snelweg 2x3 rijstroken en passeert Eisenach over een in 2010 geopende noordelijke randweg waardoor de Hörselberge wordt vermeden. Aan de noordrand van het Thüringer Woud wordt de deelstaathoofdstad Erfurt gepasseerd, waar met Kreuz Erfurt een verbinding met de A71 bestaat. Verder langs de steden Weimar en Jena, waar door de verbreding naar 2x3 rijstroken een tweede tunnel nieuw gebouwd werd, bereikt de snelweg het bosrijke Thüringer Holzland en het Hermsdorfer Kreuz waar een verbinding met de A9 Berlijn - München bestaat. Na Hermsdorf passeert de snelweg Gera en bij Schmölln de grens naar Vrijstaat Saksen.
Noordelijk van Zwickau wordt het regionale centrum Chemnitz bereikt, hier kruist de A4 de A72 Leipzig - Hof. Chemnitz wordt noordelijk gepasseerd en het tracéverloop buigt richting het noordoosten af tot Dreieck Nossen, waar de A14 vanuit Maagdenburg en Leipzig eindigt. Niet ver daarachter buigt bij Dreieck Dresden-West de A17 naar Praag af. In het noordwestelijke stadsgebied van de Saksische hoofdstad wordt de Elbe gekruist. Vervolgens bij Dreieck Dresden-Nord, waar zich de Flughafen Dresden bevindt, buigt de A13 naar Berlijn af. Het doorgaande tracé van de A4 loopt door het Oberlausitz Bautzen voorbij naar Görlitz waar bij grensovergang Ludwigsdorf de Neisse en daarbij de grens met Polen gekruist wordt. In Polen loopt de snelweg verder, ook als A4 genummerd, via Zgorzelec, Wrocław (Breslau), Opole, Katowice, Krakau (Kraków) tot Rzeszów bij de Pools-Oekraïense grens.

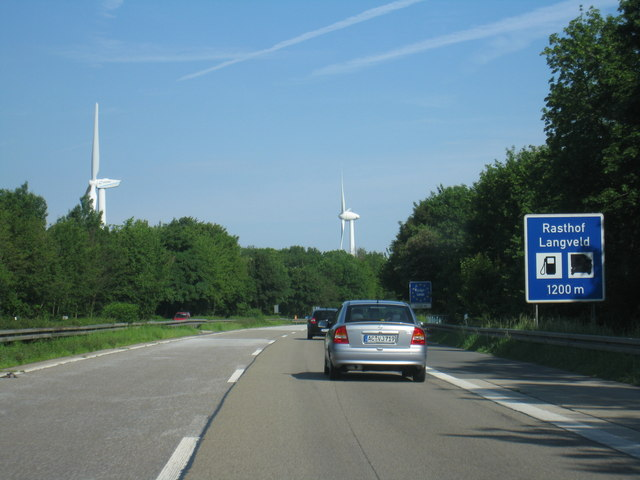
Bij de grens van Nederland
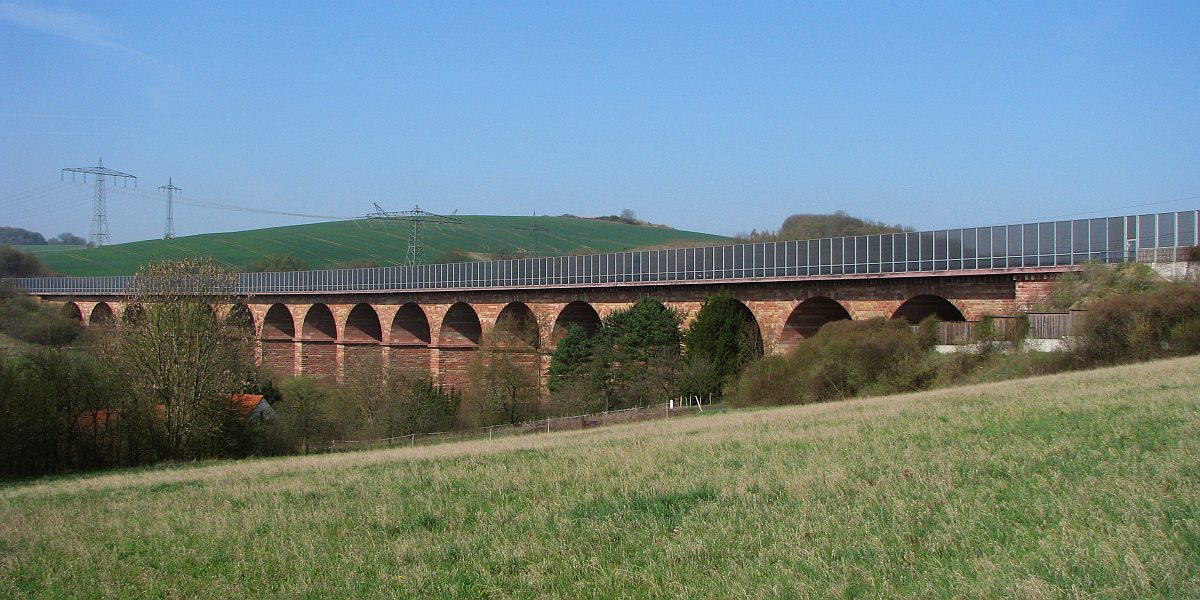
Gerenoveerde Talbrücke Wommen (2009)
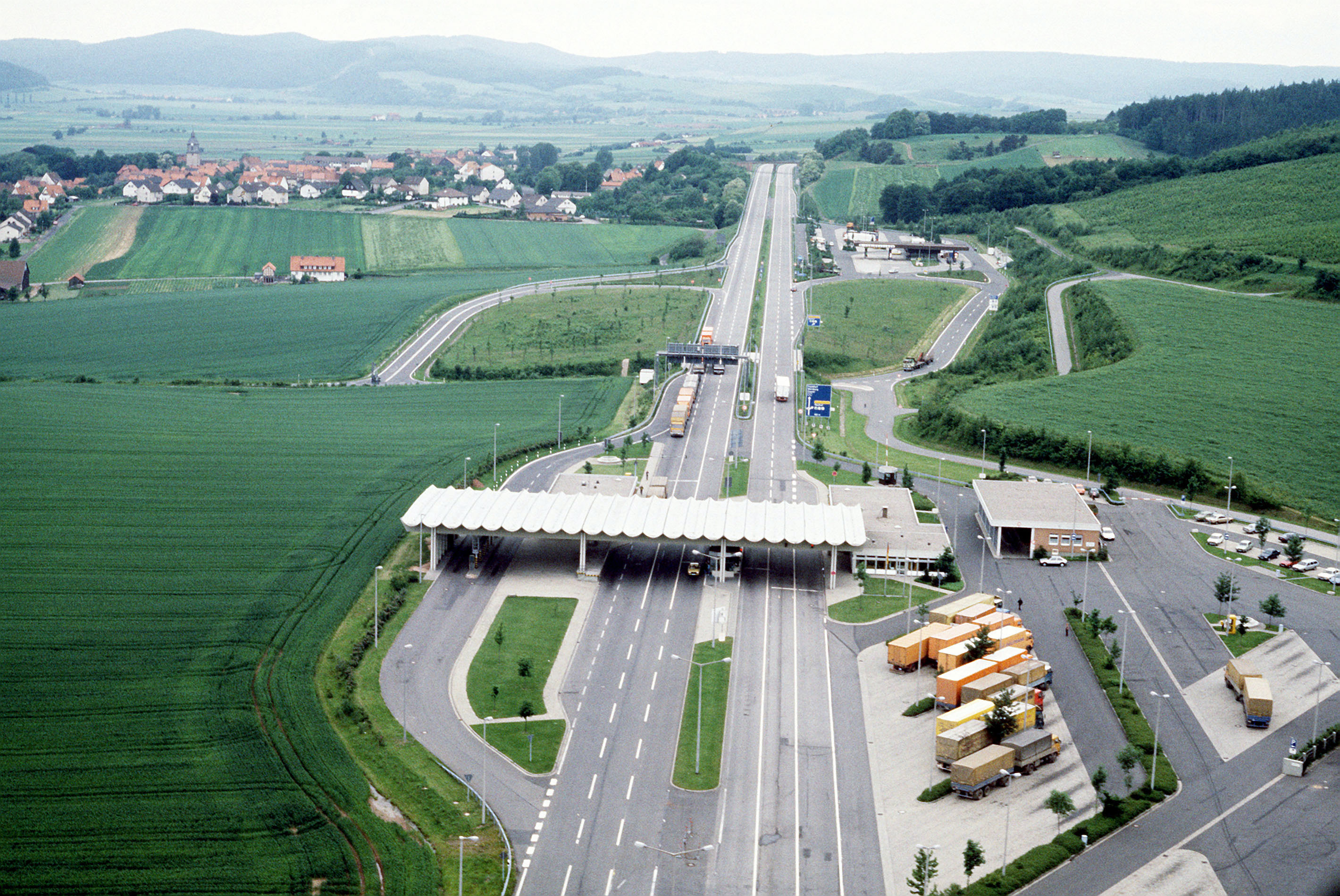
Voormalige grensovergang Wartha-Herleshausen kijkend richting het westen (1985)
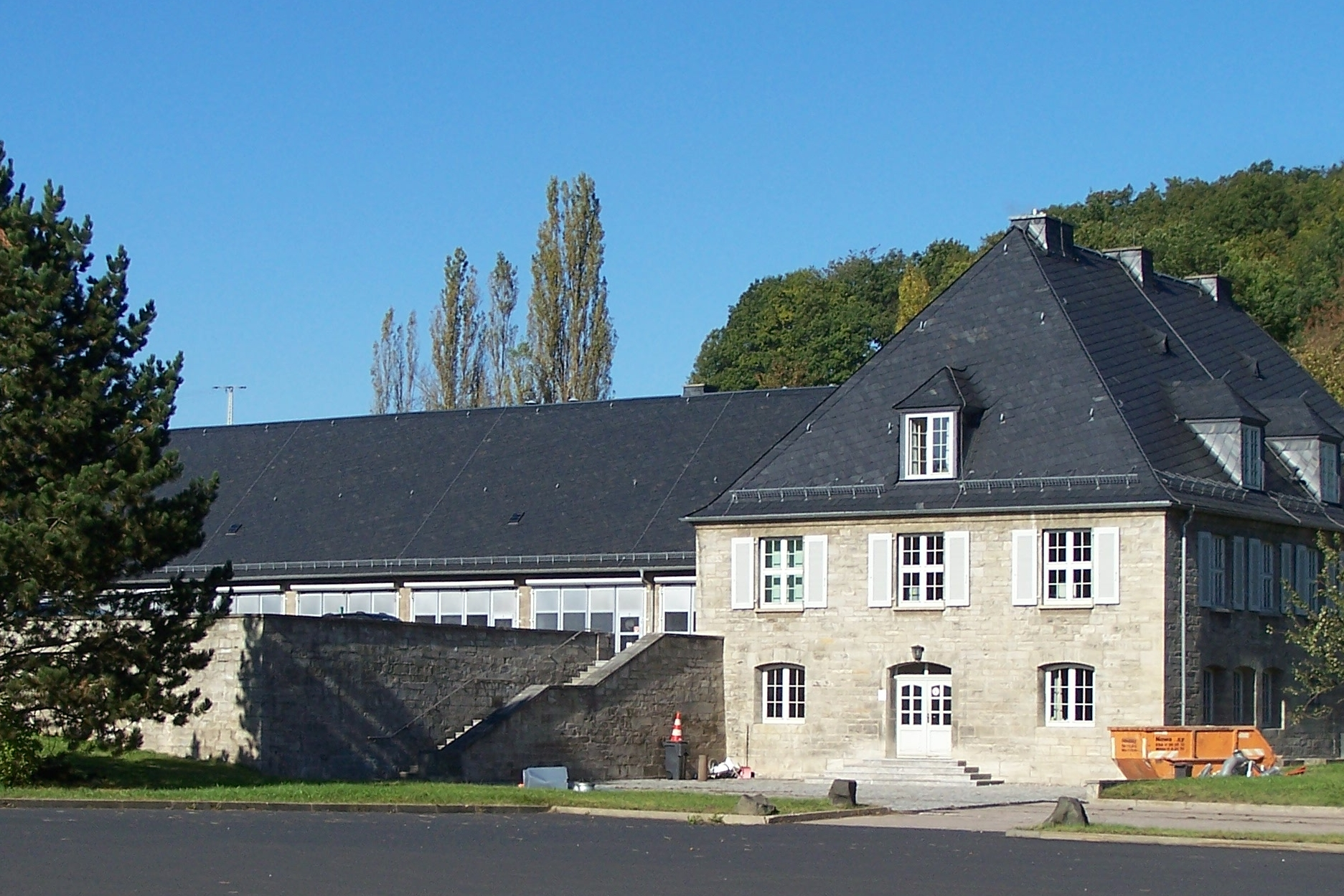
Autobahnmeisterei Eisenach (2011)
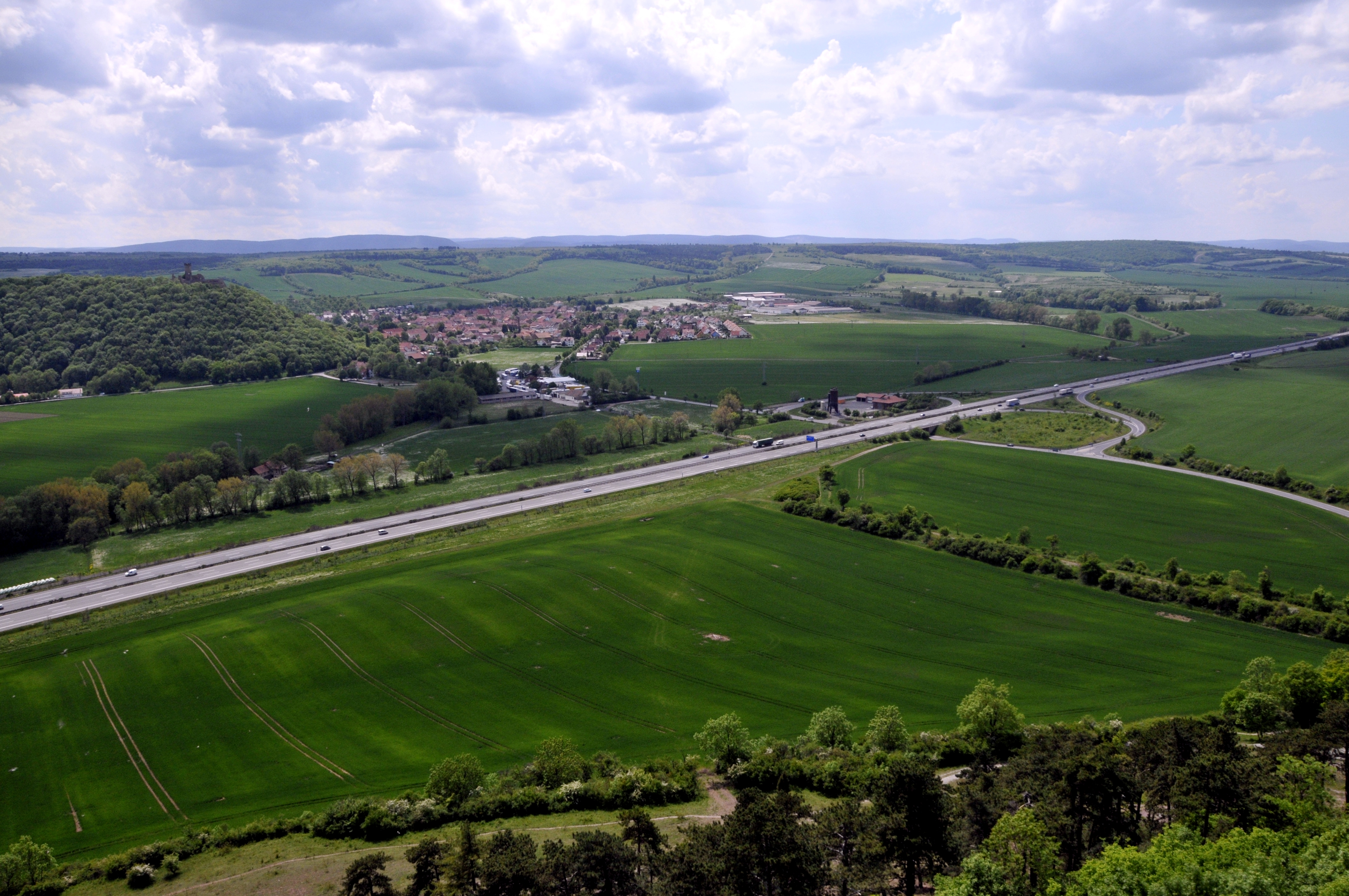
A4 bij Wandersleben (2011)
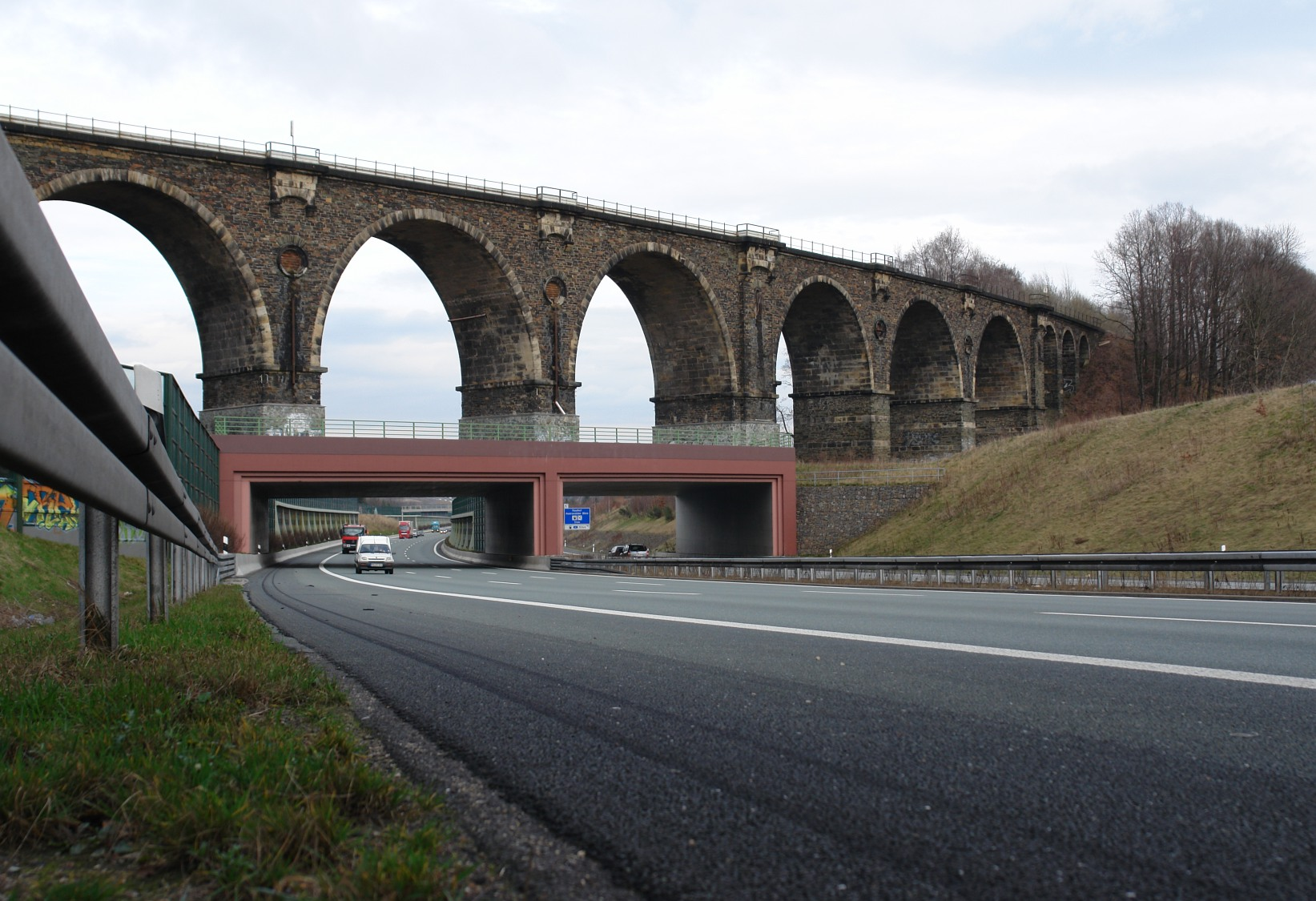
De bijzondere constructie onder de Bahrebachmühlenviadukt bij Chemnitz (2007)
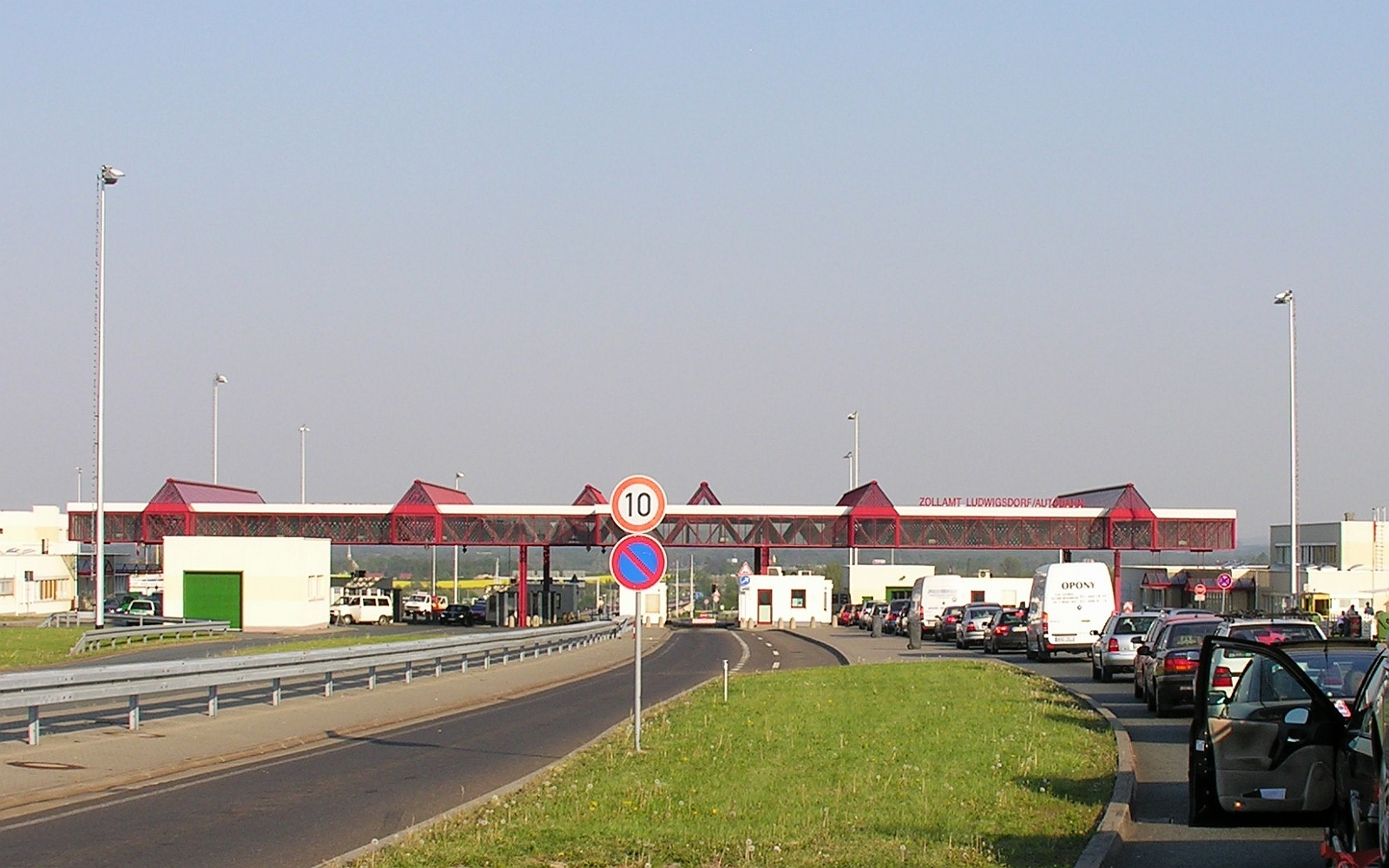
Voormalige grenscontrole bij de Duits-Poolse grensovergang Ludwigsdorf bij Görlitz in 2007. De gebouwen zijn ondertussen afgebroken.
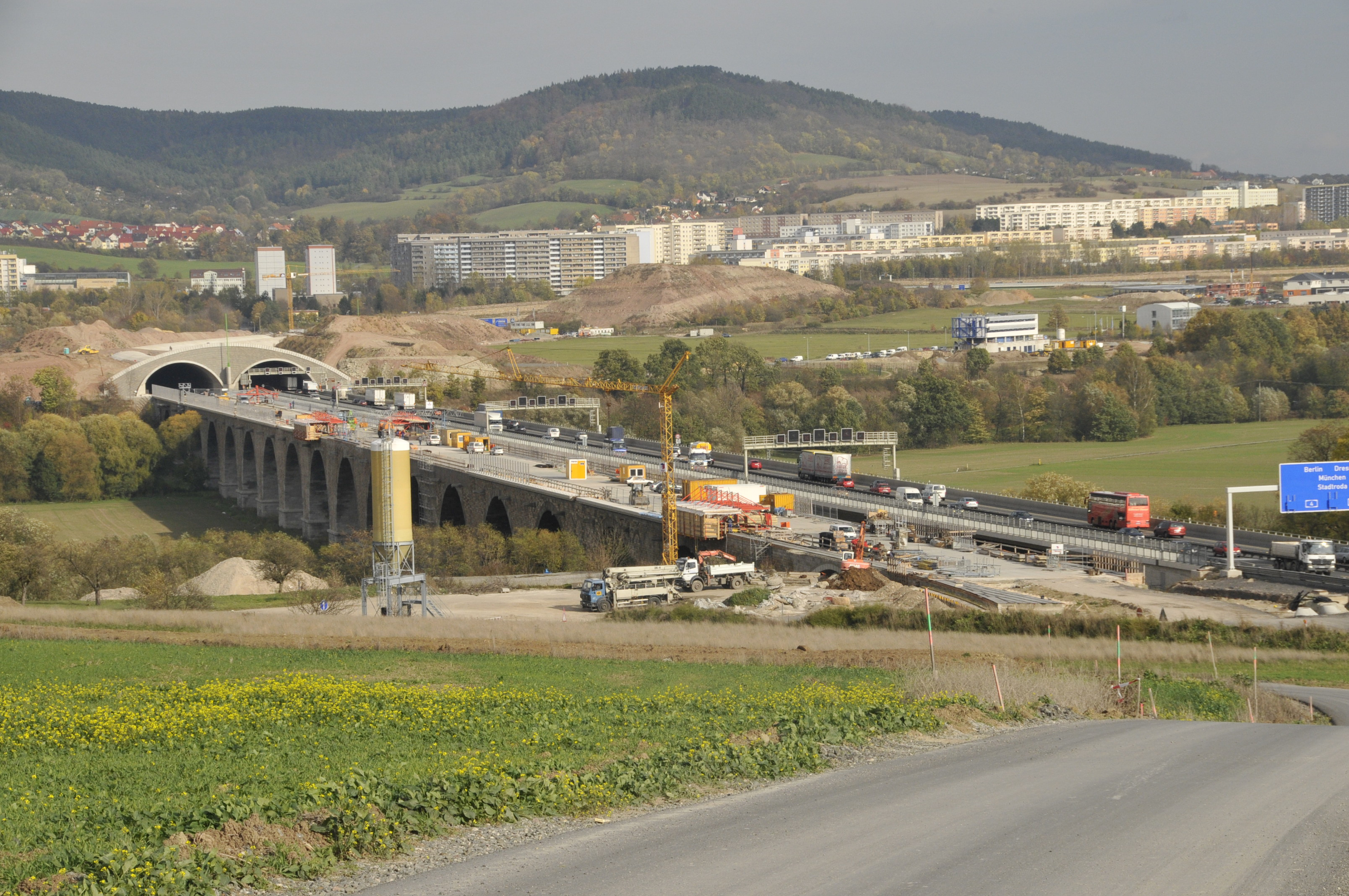
Saalebrücke, Jena
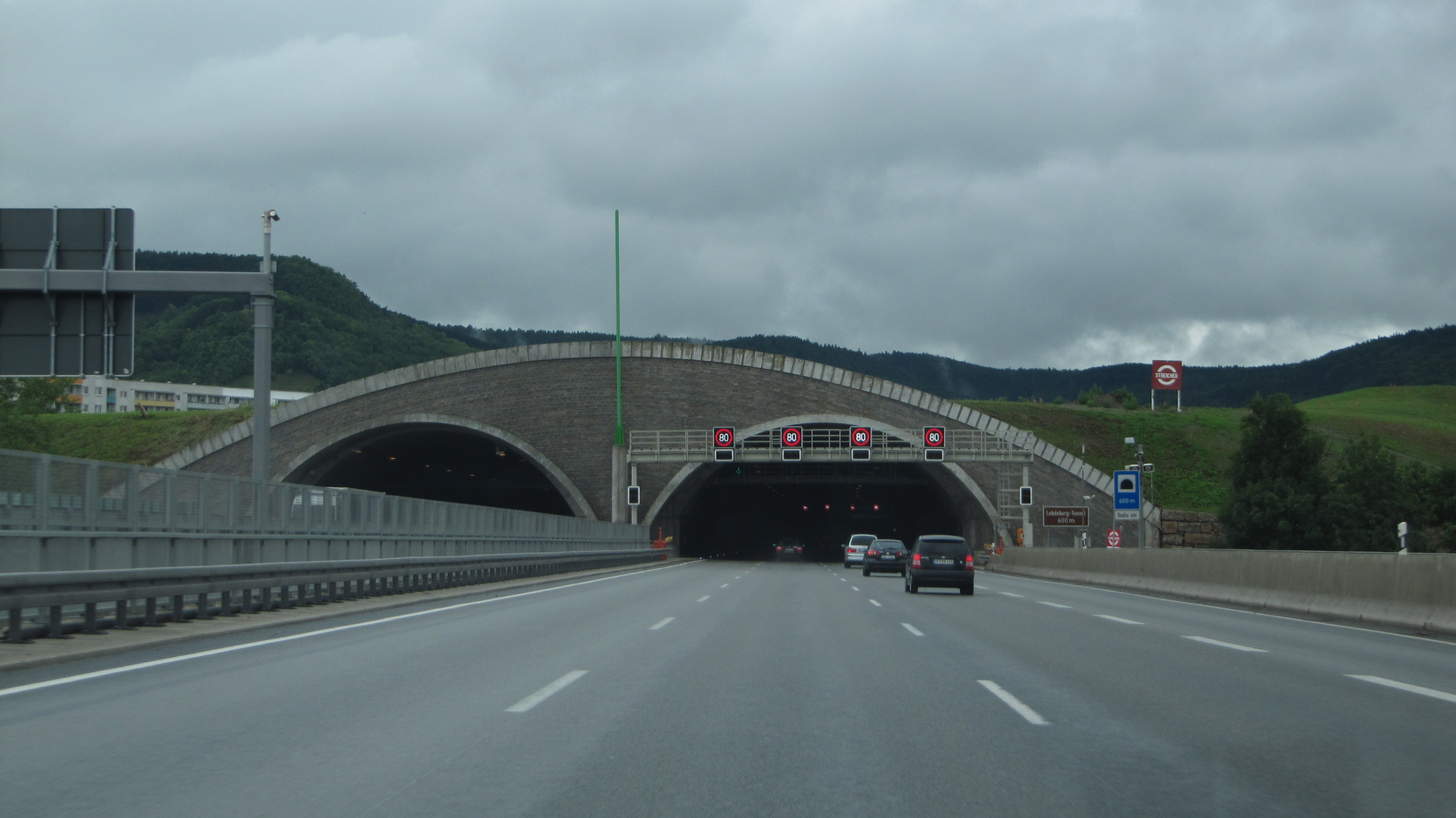
Lobdeburgtunnel, Jena
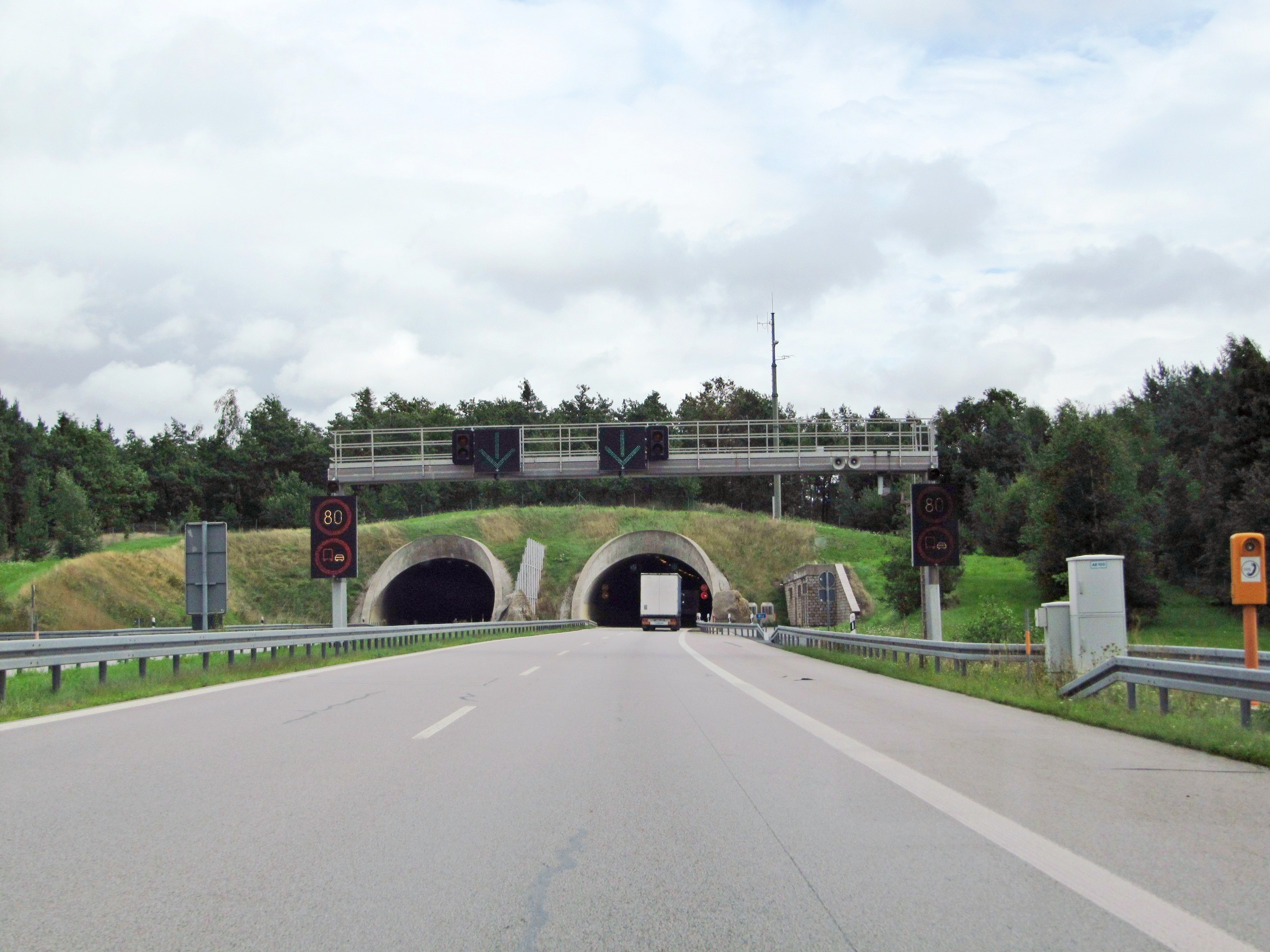
Königshainer Bergetunnel
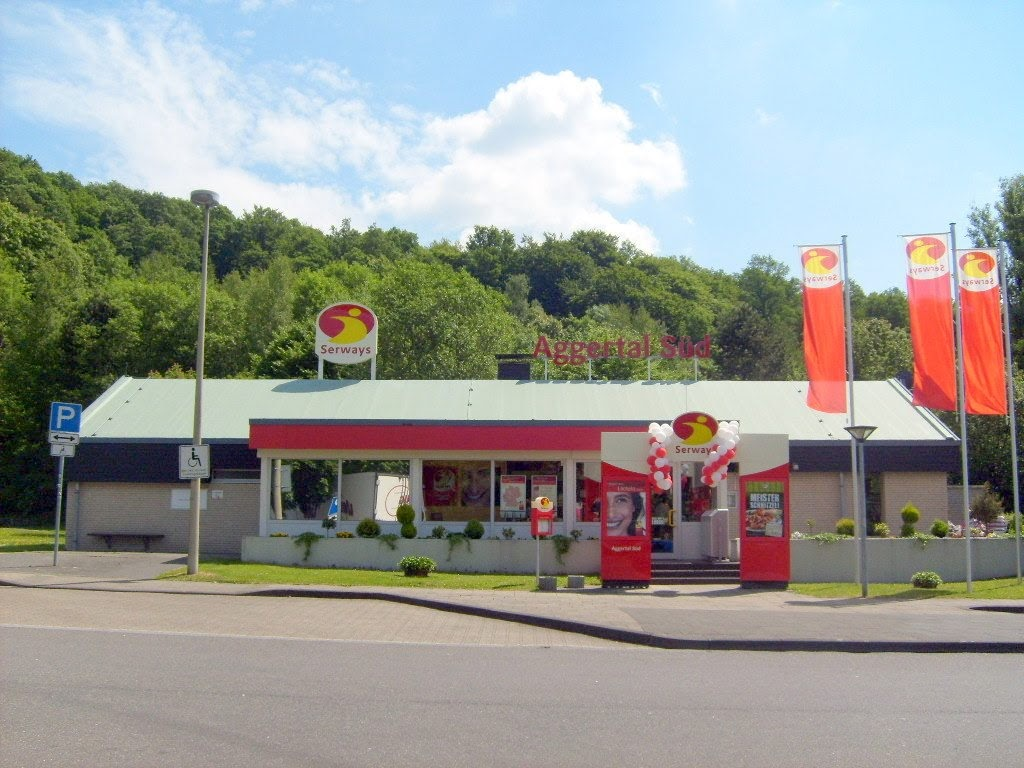
Wegrestaurant Aggertal Süd
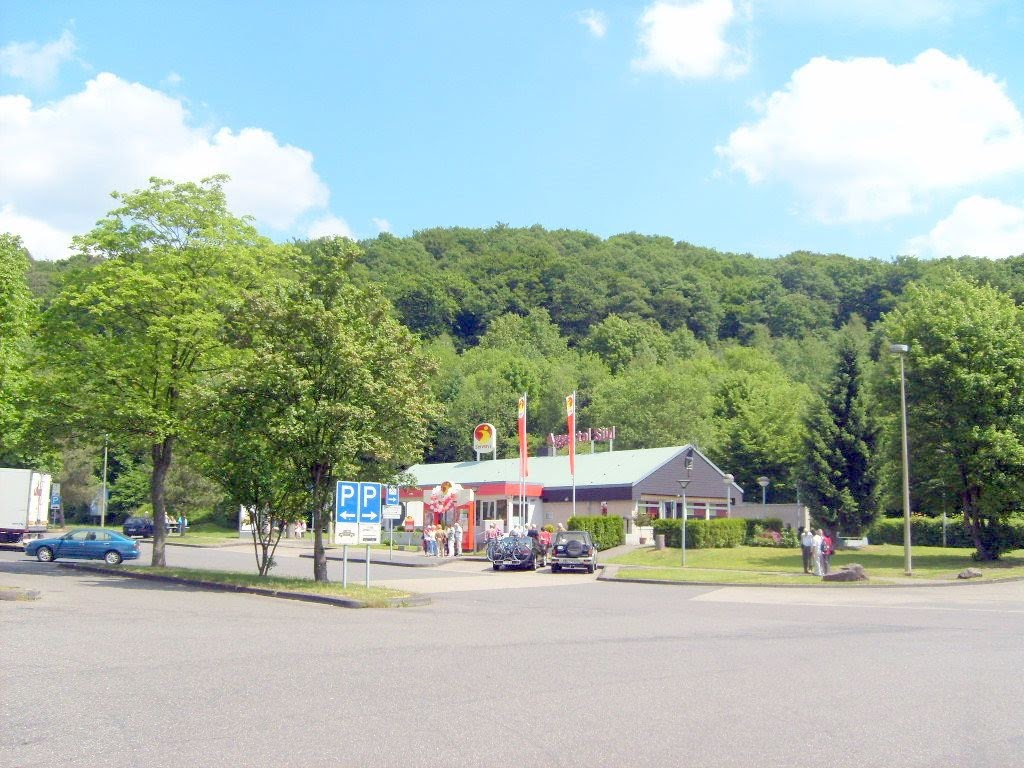
Wegrestaurant Aggertal Süd

## Geschiedenis

### Aken tot Keulen

Aankondiging van de aansluiting "Drei Gleichen" uit 1945

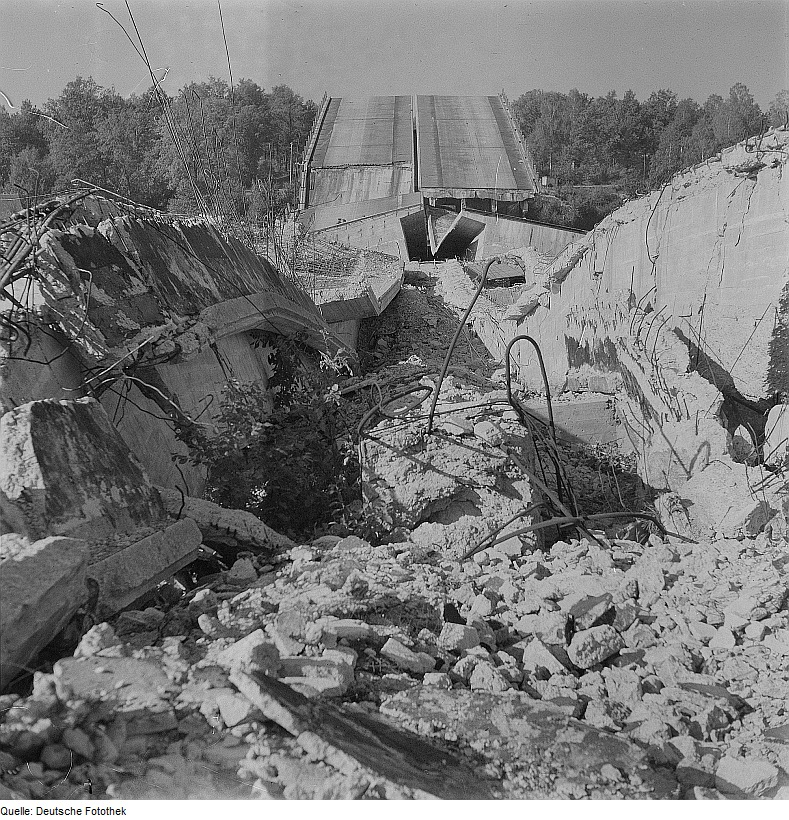
Opgeblazen brug over het dal van Wilden Sau bij Wilsdruff (1946)

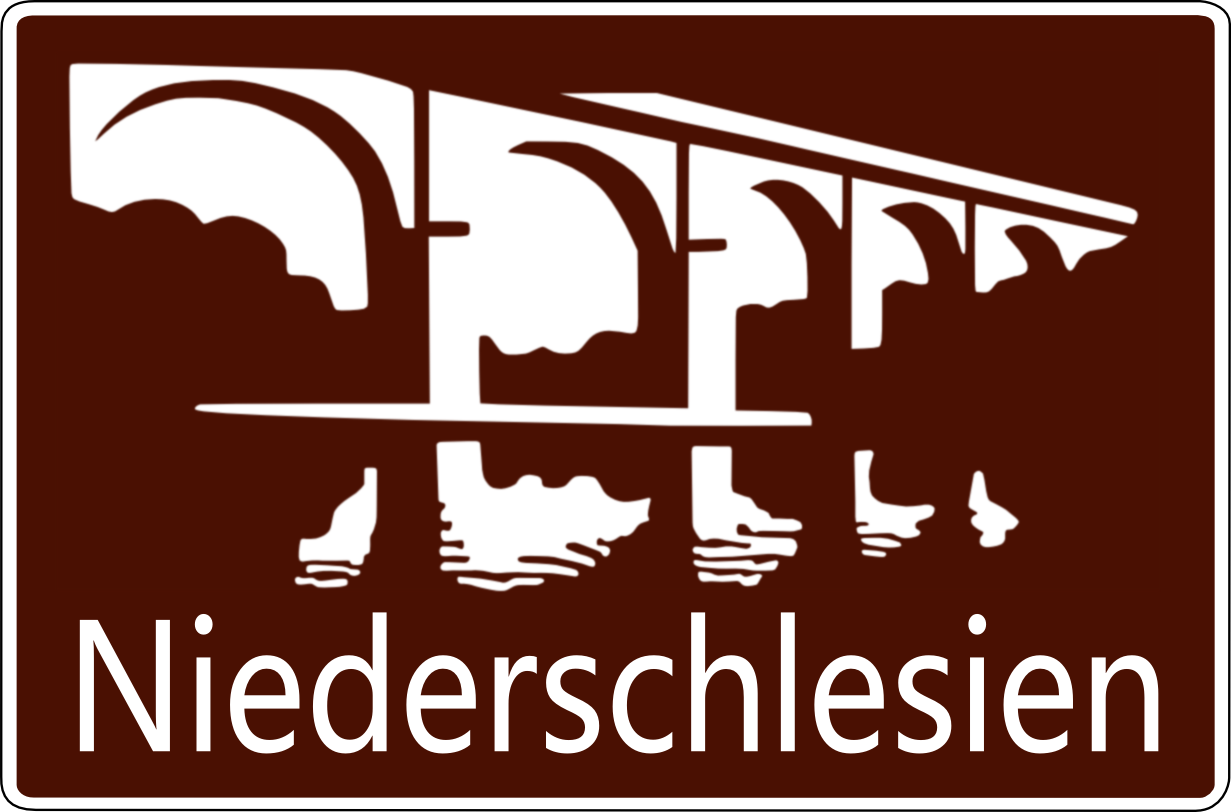
Toeristisch aankondigingsbord langs de A4 bij de oude Saksische-Pruisische grens in de voormalige provincie Neder-Silezië bij Weißenberg

De snelweg tussen Aken en Keulen werd al in 1925 tijdens de Weimarrepubliek gepland. De eerste schop in de grond voor het trajectdeel Eschweiler - Weisweiler volgde op 22 maart 1936, twee weken na de demilitarisering van het Rijnland, in opdracht van de "Unternehmens Reichsautobahnen" over het al uitgemeten en oorspronkelijke spoorlijntracé Keulen - Düren - Eschweiler - Aken. Tot 1942 was alleen maar het deel tussen Verlautenheide en Düren vrijgegeven. Doorgaand berijdbaar was het traject Aken - Keulen pas vanaf december 1960. Tot dat moment ontbrak het deel tussen Düren en Kerpen. In de jaren '70 volgde de verlenging van Keulen naar Olpe evenals de verbinding over de grensovergang Vetschau naar de Nederlandse A76. Het is daar nog steeds (stand 2018) over enkele honderden meters als autoweg gecategoriseerd, wat zowel op de Duitse A4 als de Nederlandse A76 is ingesteld. De uit de richting van Keulen bereikbare Nederlandse afrit Bocholtz is alleen vanaf Duits grondgebied te bereiken.
Tussen 2002 en 1 december 2006 werd de A4 tussen Kreuz Olpe-Süd en Kreuztal-Krombach gebouwd. Daarbij gaat het ter hoogte van het stadsdeel Krombach in de B54 over. Het nieuwe A4-deel tussen Olpe-Süd en Kreuztal-Krombach ("Krombacher Höhe") werd op 1 december 2006 geopend. Het verder lopende traject van de Krombacher Höhe via Kreuztal naar Siegen als vervolg van de Hüttentalstraße (B54) is op 23 juni 2006 voor het verkeer vrijgegeven. Op het rond de twaalf kilometer lange traject van de beide wegen A4/B54 zijn acht dalbruggen en tien gewone bruggen gebouwd. In totaal werd 2 miljoen m³ grond verzet. De kosten lagen rond de € 130 miljoen.
Aangezien de A4 niet verder dan de A45 verlengd zou worden, werd voor het westelijke deel (Aken - Olpe) de hernummering naar A50 voorgesteld.

### Kirchheim tot Görlitz
De tussen 1934 en 1943 als Strecke 81 gebouwde Reichsautobahn van Kirchheimer Dreieck bij Bad Hersfeld tot Eisenach was de laatste in Nazi-Duitsland half voltooide snelweg. In 1940 werd het traject tot aansluiting Bad Hersfeld met twee rijbanen en tot de provisorische aansluiting bij Sorga met één rijbaan geopend. Het trajectdeel tussen Sorga en Eisenach werd op 1 juli 1943 de laatste geopende Reichsautobahn voordat door de oorlog alle bouwwerkzaamheden aan de snelwegen werden stilgelegd. Op het tracé was maar één rijbaan voorzien van beton en de Weihetalbrücke bij Gerstungen en de Talbrücke Wommen werden niet meer afgebouwd en het verkeer moest omgeleid worden. Met de bouw van de Werratalbrücke Hörschel was men niet meer aan begonnen. Tussen de aansluitingen Hönebach en Obersuhl werd na de oorlog de noordelijke rijbaan voor agrarisch verkeer vrijgegeven, daarbij werden de noodaansluitingen Raßdorf en Bosserode ingericht. De 1x2 rijstroken op één rijbaan werd voor het eerst eind jaren '60 na nieuwbouw van de Landstraße tussen Hönebach en Bosserode vrijgegeven.
Doordat het tracé tussen Obersuhl en Eisenach eerst over de grens van Hessen naar Thüringen loopt, daarna van Thüringen naar Hessen terug en aansluitend opnieuw naar Thüringen, kruiste de snelweg tussen 1949 en 1990 driemaal de Duits-Duitse grens. Na de oprichting van de DDR waren de grenscontroles voor de transitweg naar West-Berlijn pas ten oosten van Herleshausen bij de grensovergang Wartha-Herleshausen mogelijk. Het traject door de Thüringer Zipfel tussen de Hessische aansluitingen Obersuhl en Wommen bleef tot de val van de Muur gesloten en verviel langzaam. Het oostelijke aansluitende deel van Wommen tot Herleshausen was decennia lang eveneens gesloten, maar werd in 1978 weer in gebruik genomen om Herleshausen van het doorgaande verkeer te ontlasten.
In 1983-1984 werd door de nieuwbouw van de grensovergang Wartha-Herleshausen de Werratalbrücke tussen Herleshausen en Eisenach-West nieuw gebouwd evenals de snelweg tussen Waltershausen en Eisenach-West verbreed naar 2x2 rijstroken.
Als Reichsautobahnstrecke 80 werd de huidige A4 vanaf 1935 van Dresden naar het Westen aangelegd. In 1937 was het traject tot Jena gereed, in 1939 tot Weimar en in 1940 tot Wandersleben. Deels met één rijbaan en met hulp van een provisorische omleiding om een dal ten oosten van Eisenach werd in 1941 de aansluiting Eisenach-West bereikt. Bij het staken van de werkzaamheden door de oorlog was de oostelijke deel van de as Frankfurt am Main - Dresden van Eisenach naar het oosten volledig berijdbaar. Omleiding om het dal bij Eisenach werd pas in de vroege jaren '80 door een 2x2 rijstroken brede weg vervangen.
Tussen Dreieck Nossen en Dresden verliep de snelweg tot het gereedkomen van een kleine randweg met drie dalbruggen door het Tanneberger Loch, een smalle passage door het Triebischdal. Door de hellingen in de zijdalen werd oorspronkelijk de onder andere benodigde dalbrug bespaard. De bij Wilsdruff aansluitende dalbrug over de Wilde Sau moest, nadat deze bij het einde van de oorlog opgeblazen was en in de naoorlogstijd door de DDR herbouwd werd, voor de derde maal herbouwd worden door de verbreding naar 2x3 rijstroken. In de omgeving van Dreieck Dresden-Nord werd de A4 van 1951 tot 1971 ook als motor- en autoracebaan gebruikt (Autobahnspinne Dresden). De Bautzener Autobahnring bij aansluiting Bautzen-West en de oostelijke tak was van 1955 tot 1974 eveneens een tijdelijke racebaan.
Het deeltraject van de A4 tussen de aansluitingen Bautzen-Ost (Burk) en het toentertijd voorlopige einde bij Weißenberg was van 1972 tot 1992 gesloten. Bij de snelweg werden 66 loodsen gebouwd, die als graanreserve voor de DDR dienden. Dit trajectdeel was voor het verkeer onaantrekkelijk, waardoor de bij de oorlog beschadigde brug over de Spree bij Bautzen pas in 1977 werd gerepareerd. Ook verslechterde de staat van de weg, zodat dit deel een maximumsnelheid kreeg van maar 20 km/h. Enkele trajecten bestonden tot in de jaren '90 uit granieten bestrating.

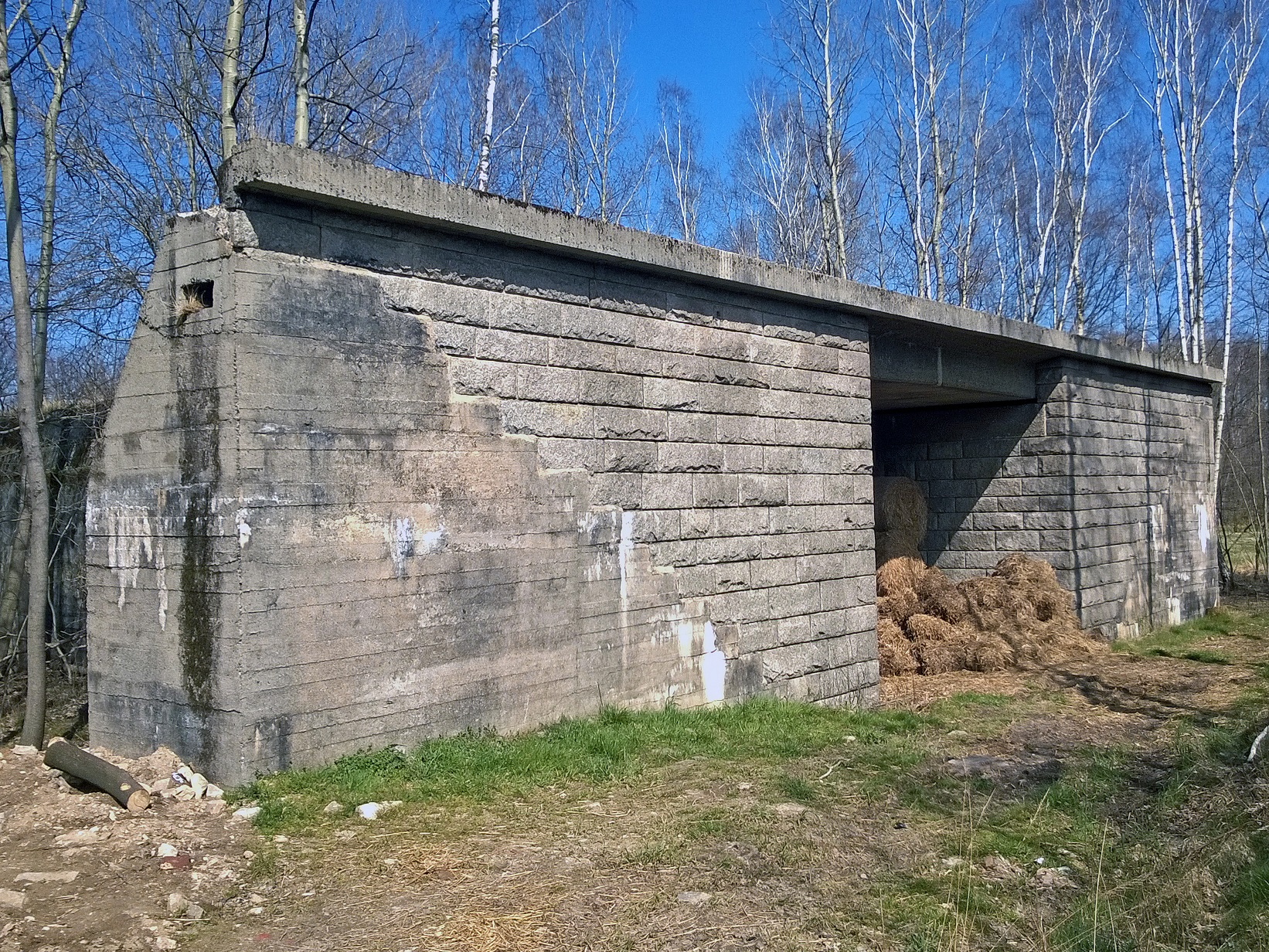
Ongebruikte Reichsautobahnbrücke bij Thiemendorf (2015)

Op het traject Dresden - Bautzen-West was tot in de jaren '90 maar één rijbaan beschikbaar, die verkeer in beide richtingen afhandelde (maximumsnelheid tussen 60 en 80 km/h).
Bij de verlenging van het tracé naar Görlitz tot de Poolse grens werd op gronden van natuurbescherming besloten, niet de oorspronkelijk geplande en voorbereide tracé die over de Königshainer Berge liep, maar de rijbaan naar het noorden verlegd en in een tunnel gelegd. Hier ontstond tussen 1996 en 1999 met de Königshainer Bergetunnel de toen nog tweede snelwegtunnel in Duitsland. Twee voorbereide Reichsautobahn-bruggen bij Thiemendorf in de omgeving van de westelijke tunnelingang bleven behouden.

## Verbredingen en aanpassingen

### Ombouw Kreuz Aachen
Momenteel wordt Kreuz Aachen in zeven bouwfases volgens verwachting tot 2020 omgebouwd, om de capaciteit te verhogen en sneller en eenvoudiger van snelweg te kunnen wisselen. Daarbij wordt onder andere de oost-westas met de A4 van 10 naar 17 rijstroken in totaal verbreed.

### Verbreding en verlegging tussen Aken en Keulen
Het trajectdeel Düren - Kreuz Kerpen werd tussen september 2008 en 16 september 2014 verbreed naar 2x3 rijstroken en over een lengte van 17,6 kilometer circa 1,7 kilometer naar het zuiden verlegd, om uitbreiding van de bruinkoolmijn Hambach mogelijk te maken. De snelweg verloopt nu grotendeels tussen de Hambachbahn en de spoorlijn Keulen - Aken, zodat alle verkeersstromen gebundeld zijn. Door de nieuwbouw werden 18 nieuwe bruggen gebouwd, daaronder een 35 meter brede ecoduct. Als bijzonderheid werd op het trajectdeel bij Kerpen-Buir de laan "Baum des Jahres" gepland. Bij dit bos werden alle verkozen "bomen van het jaar" van de afgelopen 25 jaar gepland. Op 16 september 2014 werd het deel door Enak Ferlemann (parlementarische staatssecretaris van het Bundesministerium für Verkehr und digitale Infrastruktur), deelstaatverkeersminister Michael Groschek en de CEO van RWE Power AG, Matthias Hartung, feestelijk geopend. Op 29 juni 2016 werd na 18 jaar bouwtijd de verbreding naar 2x3 rijstroken tussen Aken en Keulen afgerond. Van een feestelijke opening werd afgezien.

### Verbreding Dreieck Kirchheim tot Wildeck-Obersuhl
De renovatie en verbreding van het 35 kilometer lange traject tussen Kirchheimer Dreieck en Wildeck-Obersuhl werd in 2006 met de bouw van het eerste trajectdeel tussen Kirchheim en Asbachtalbrücke begonnen. De A4 zal daarbij volledig van vluchtstroken en extra rijstroken op de hellingen (klimstroken) worden voorzien en deels nieuw getraceerd worden. De klimstroken worden in beide richting over meer dan 20 kilometer worden bijgebouwd, zodat op grote delen van het traject in totaal vijf of zes rijstroken zullen zijn.

### Verbreding naar 2x3 rijstroken tussen Wommen en Dresden
Samen met de verlenging van de A44 van Kassel tot de A4 bij Wommen, de verbreding van de snelweg naar 2x3 rijstroken tussen Wommen en Dreieck Dresden-Nord evenals de renovatie, deels nieuwbouw van de snelweg en het voorzien van vluchtstroken op het deel ten oosten van Dresden zijn onderdeel van het Verkehrsprojekt Deutsche Einheit Nr. 15 uit 1991, die na de Duitse hereniging zijn opgezet. De nieuwbouw en verbreding tussen Gerstungen en Eisenach hoorde tot de eerste bouwfase. Plannen voor een doorgaande verbreding naar 2x3 rijstroken en het voorzien van vluchtstroken werd daarbij niet omgezet tot bouw. In die tijd volgde de verbreding naar 2x2 rijstroken met vluchtstroken om de verkeerssituatie te verbeteren. Daarbij werd onder andere de Weihetalbrücke tussen Gerstungen en Richelsdorf gebouwd evenals de bovenbouw van de Talbrücke Wommen, een boogbrug uit rode zandstenen, conventioneel gerenoveerd en ten noorden daarvan een kopie van de oude brug nagebouwd voor de andere rijbaan. De nabouw van de brug is alleen aan de buitenzijde gekopieerd door de nieuwe noordelijke brug te voorzien van de rode zandstenen, aan de binnenkant is de brug gewoon van beton. Hierdoor valt de nieuwe brug niet uit de toon bij de oude, monumentale boogbrug over de Fraenborner Bach en het Wommener dal. Bij de Weihetalbrücke werd over de oorspronkelijke brugpijlers een nieuwe brug gebouwd. In 2005 werd de verbreding naar 2x3 rijstroken tussen de aansluiting Wommen en de Werratalbrücke na drie jaar afgesloten.
In de jaren '90 begon de verbreding naar 2x3 rijstroken tussen Eisenach en Dresden. De monumentale Teufelstalbrücke direct ten westen van het Hermsdorfer Kreuz werd daarbij tussen 1996 en 2002 door twee nieuwe bruggen vervangen. Het trajectdeel tussen Rüdersdorf en Gera werd van 1999 tot 2001 en het deel Gera - Gera-Leumnitz van 2005 tot 2007 naar 2x3 rijstroken verbreed. Bij Gera ontstond door de verbreding samen met het verleggen van de B2 de nieuwe aansluiting Gera. Het laatste deel tussen Ronneburg en Schmölln werd op 23 december 2010 vrijgegeven, zodat doorgaand 2x3 rijstroken tussen Hermsdorfer Kreuz en de grens Thüringen-Saksen tot de nog geplande ombouw van het Hermsdorfer Kreuz afgesloten is.

### Hertracering bij Eisenach
In januari 2008 werd met de nieuwbouw van de circa 25 kilometer lange, 2x3 rijstrook tellende deel tussen Werratalbrücke bij Eisenach tot de aansluiting Waltershausen begonnen. Tussen 6 januari en 24 november 2010 volgde in fases de vrijgave van beide rijbanen, de ingebruikname van de parkeerplaats "Hainich" en de aansluiting Sättelstädt.
Het nieuwbouwtracé beschikt nu over maar drie aansluitingen en gaat met een wijde boog ten noorden van de Hörselberge, bijna 14 kilometer door de gemeente Hörselberg-Hainich en om de stad Eisenach. Bij de bouwgrens in het westen ontstond bij Krauthausen de nieuwe aansluiting Eisenach-West, ongeveer 2 kilometer ten westen van de voormalige afrit. De aansluiting Eisenach-Ost sluit ongeveer vijf kilometer ten noordoosten van de oude aansluiting aan bij de Böbertalbrücke bij Großenlupnitz gelegen B84. De nieuw aangelegde aansluiting Sättelstädt, ten oosten van de Hörselberge, dient als verknoping met de B7 en zal de omgeving Ruhla/Bad Liebenstein beter ontsluiten. De locatie van het steunpunt (Autobahnmeisterei) bleef in Eisenach en wordt door een grote technische werkplaats op het bedrijventerrein Sättelstädt uitgebreid.
Met de ingebruikname van de A4-noordverlegging volgde deels de verlegging en afwaarderen van de B7, B19, B84 en B88 in de omgeving van Eisenach. De oude snelweg tussen de voormalige aansluitingen Eisenach-West (nu Eisenach Weststadt) en Wutha-Farnroda werd als autoweg door de B19 respectievelijk B88 als randweg om Eisenach gebruikt. Het daaraan aansluitende acht kilometer lange trajectdeel Wutha-Farnroda - Sättelstädt werd inclusief de overbodige oude Hörseltalbrücke in Sättelstädt compleet gesloopt en teruggegeven aan de natuur. De opgebroken verharding werd voor de tweede rijbaan van de verlegging in de omgeving tussen de Nessetalbrücke en de oostelijke bouwgrens hergebruikt. In ruil daarvoor werd gesaneerde grond teruggelegd op het oude tracé om de groei van de natuur mogelijk te maken.
Op het gehele traject werd 685.000 m² wegdek nieuw gebouwd en 202.000 m³ beton gebruikt. Voor het asfalt werd 73.000 ton bitumen, 225.000 ton steenslag en 894.000 ton vorstbeschermingsgrind gebruikt. In totaal moest 3.200.000 m³ grond worden verzet. Voor de bouw van de bruggen werd 77.500 m³ beton, 8.500 ton spanstaal en 5.500 ton constructiestaal gebruikt. Daarnaast werden 3 dalbruggen (Hörseltal 422 meter, Nessetal 414 meter en Böbertal 200 meter), 5 bruggen over de snelweg en 19 bruggen in de snelweg gebouwd.
Het tracé werd als private snelweg gerealiseerd en compleet als bouwopdracht als een publiek-private samenwerking (PPS) in september 2007 vergeven. De verlegging van de A4 kon als eerste van de vier PPS-projecten opgeleverd worden. Het PPS-contract ziet voor dat de private partner Via Solutions Thüringen de nieuwbouw van het traject tussen kilometer 256,0 en 280,5 overneemt en voor het in totaal 44,7 kilometer lange deel tussen de aansluiting Gotha en de deelstaatgrens Thüringen-Hessen het beheer voor 30 jaar evenals de financiering van het maatregelenpakket overneemt. Voor de nieuwbouw, beheer en onderhoud van het trajectdeel krijgt Via Solutions Thüringen de opbrengsten van de vrachtwagentol op dit trajectdeel.

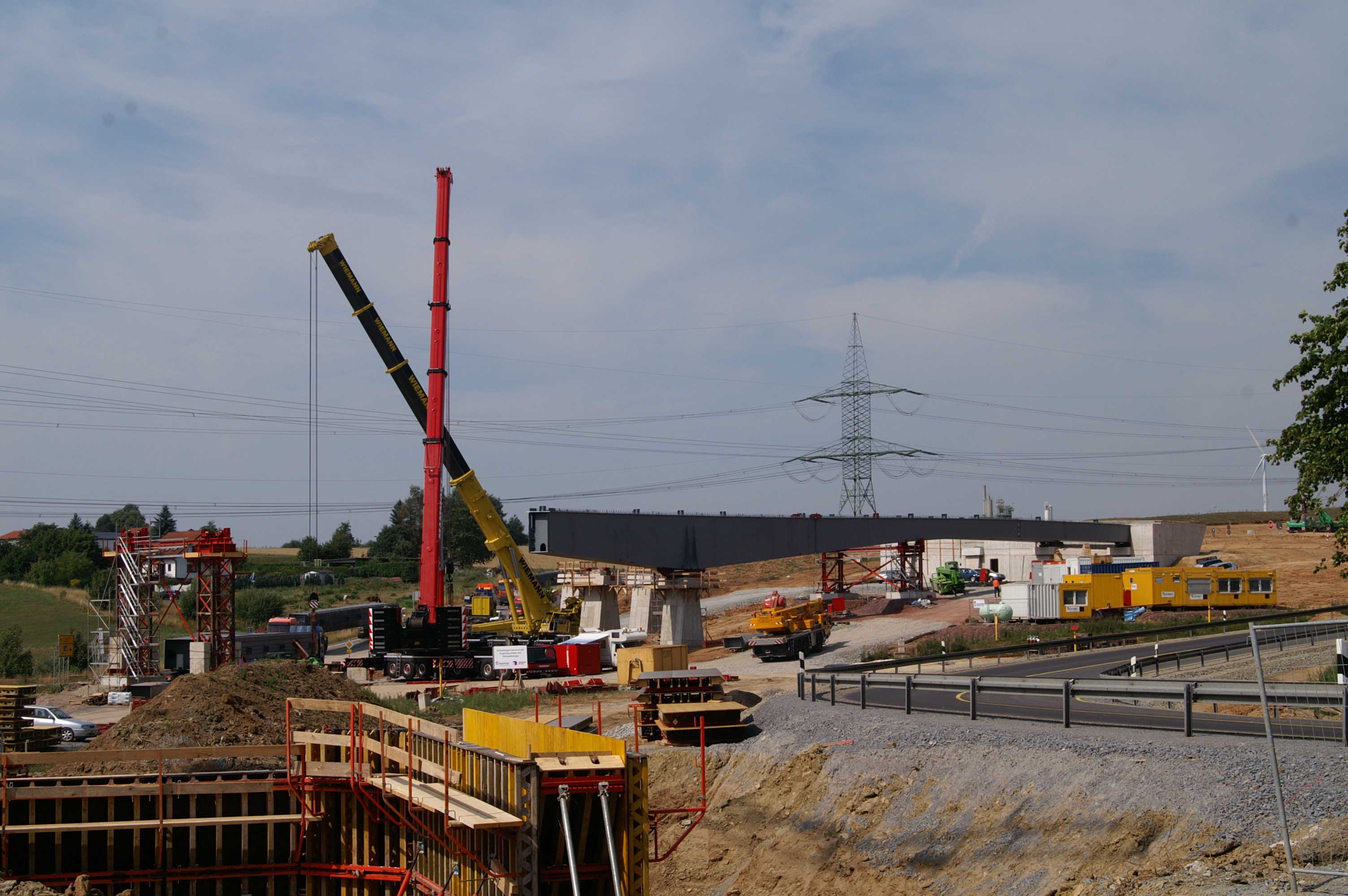
Bouwplaats van de nieuwe Böbertalbrücke bij Großenlupnitz (2008)
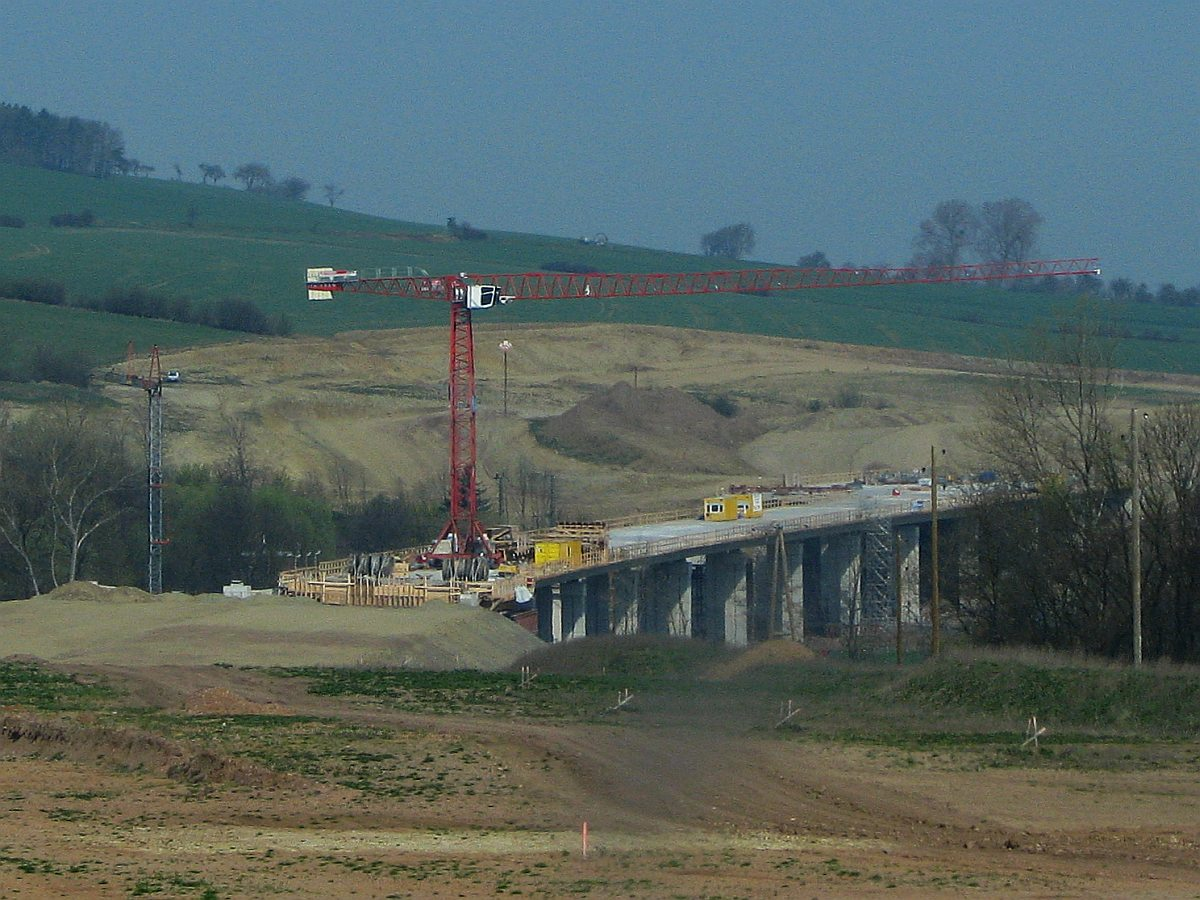
Hörseltalbrücke bij Sättelstädt (2009)
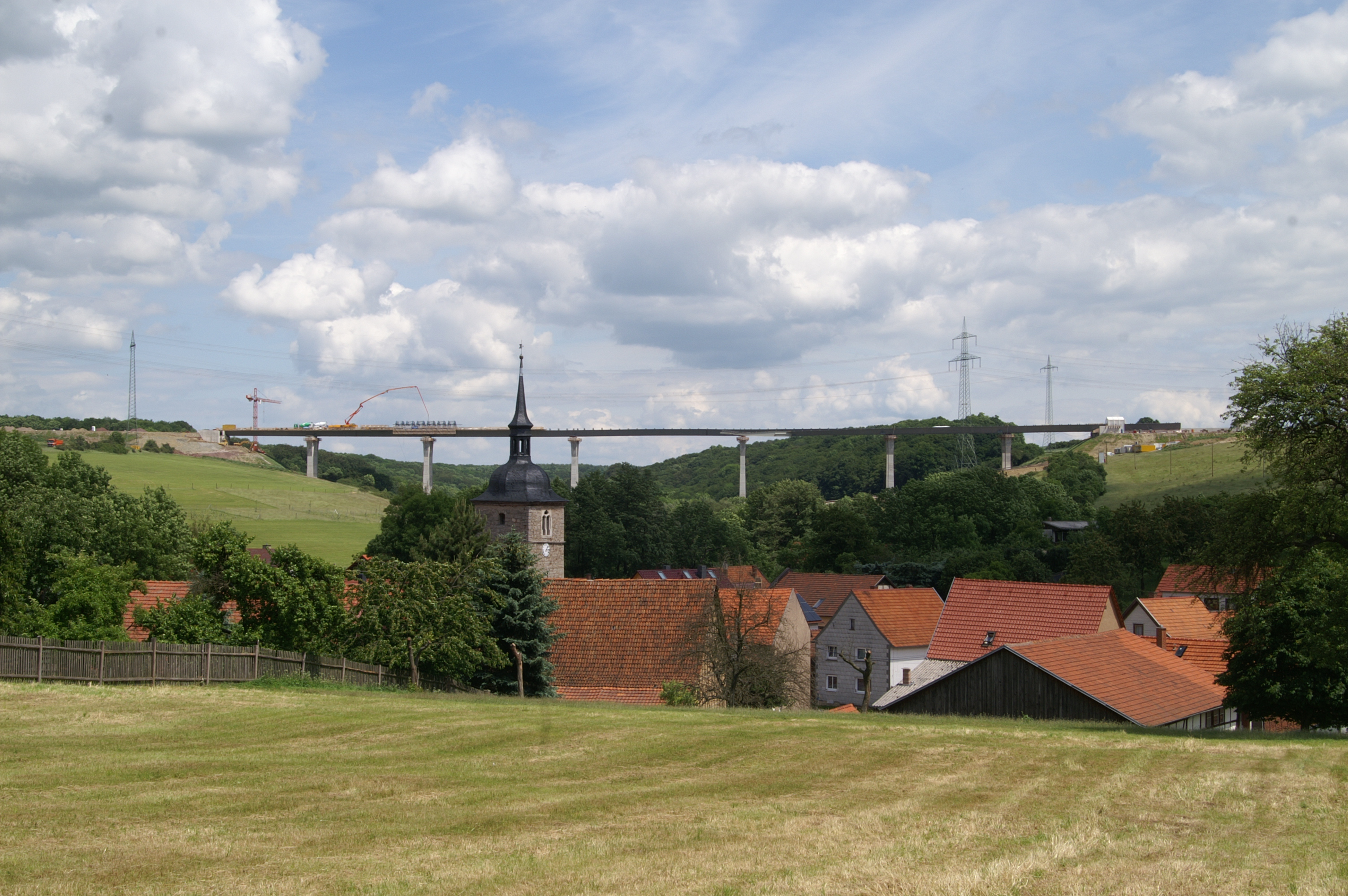
Nessetalbrücke bij Ettenhausen/Nesse (2009)
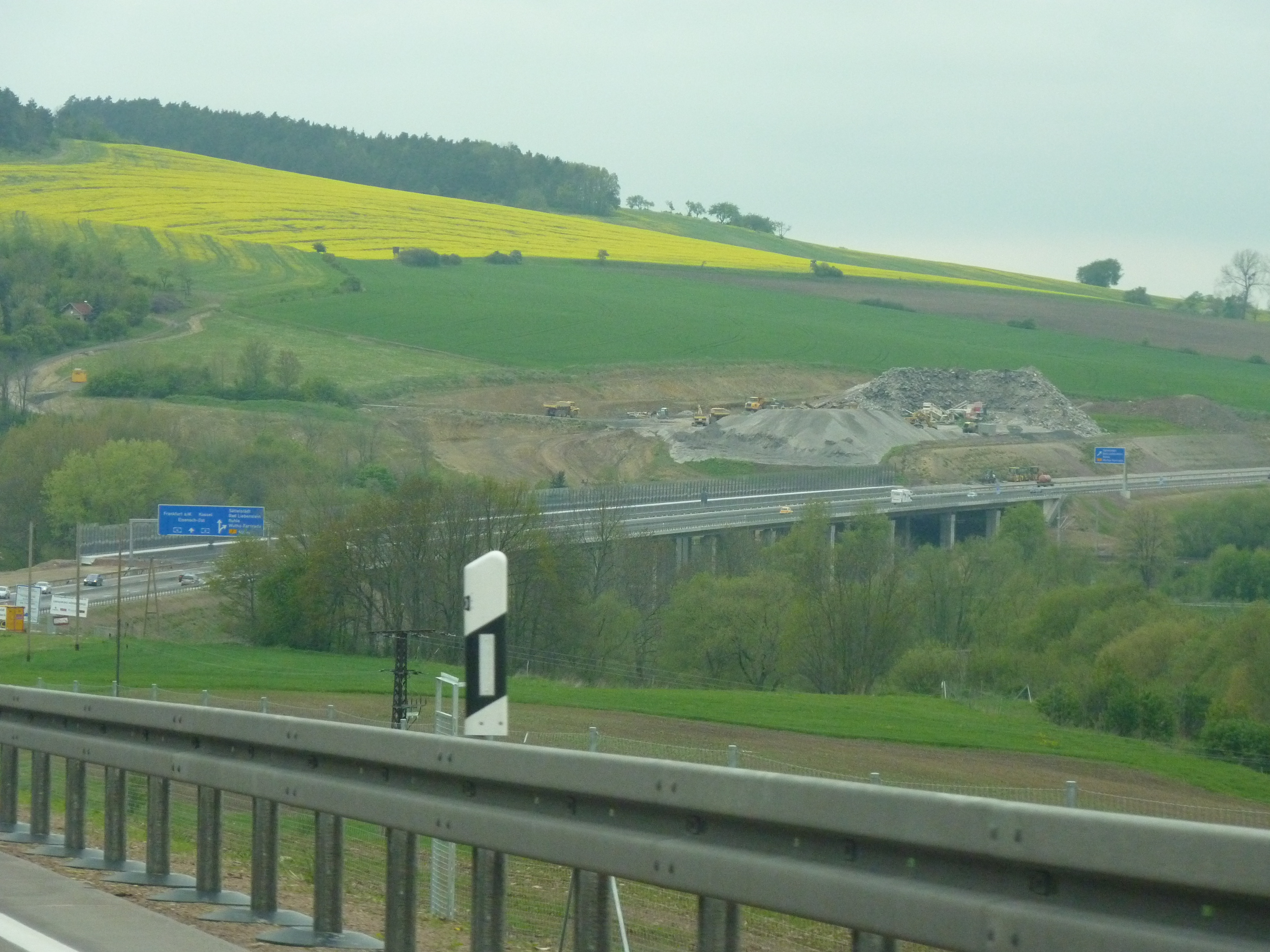
Gereed zijnde Hörseltalbrücke (2010)
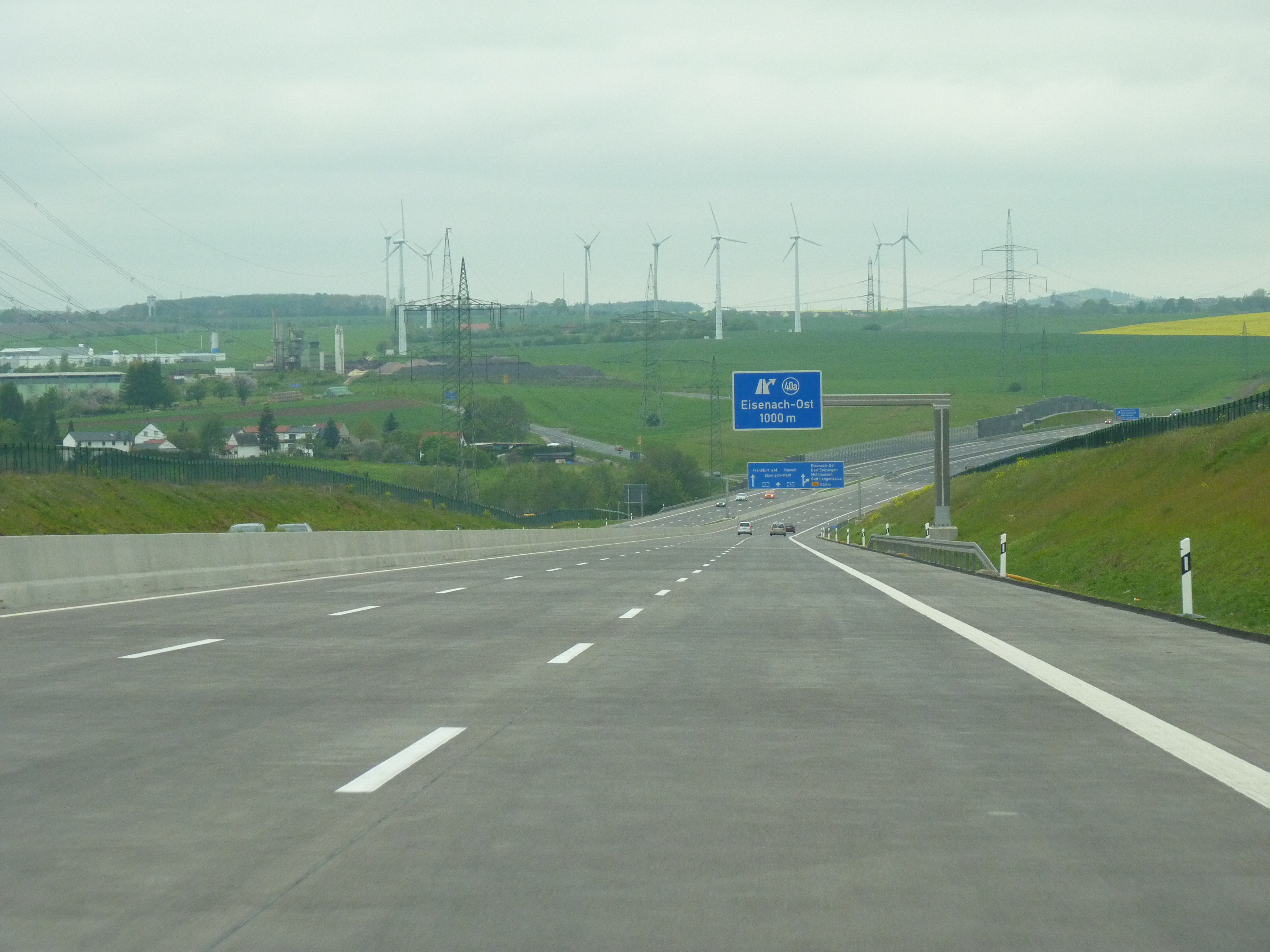
Nieuwe snelwegtracé bij aansluiting Eisenach-Ost in de rijrichting van Frankfurt am Main (2010)

### Hertracering bij Jena
Tussen 2004 en 2009 werd de snelweg bij Jena verbreed naar 2x3 rijstroken en voor het geluidsoverlast deels in een landtunnel gelegd. Zuidelijk van de bestaande monumentale Saaletalbrücke ontstond een tweede brug. In de omgeving van Jena-Lobeda werd de rijbaan richting Dresden 7 meter dieper naast de oude snelweg gebouwd. Nadat de nieuwe Saaletalbrücke en een helft van de landtunnel gereed was, werd de oude snelweg als rijbaan richting Erfurt met dezelfde maatregelen omgebouwd. De Stadtrodaer Straße (B88, 2x2 rijstroken stadsweg van de snelweg naar het centrum van Jena) liep niet meer onder de snelweg door maar erover heen. De nieuwe bredere brug werd op 30 juni 2008 voor het verkeer vrijgegeven. Door deze bouwmaatregelen kon op 31 juli 2008 de voormalige aansluiting met de nieuwe naam "Jena-Zentrum" (daarvoor Jena-Lobeda) voor het verkeer weer worden vrijgegeven.
Westelijk van Jena wordt sinds 30 oktober 2014 in de richting Erfurt en sinds 18 november 2014 richting Dresden de snelweg tussen Magdala, Bucha en Jena-Göschwitz door de vanaf september 2008 gebouwde Jagdbergtunnel geleid, om onder andere het beschermde natuurgebied Leutratal te ontlasten. Het verkeer verliep op het oude tracé uit het dal van Magdel over het toppunt van de Ilm-Saale-plateau door het Leutratal tot in het Saaledal over twee rijbanen (met twee rijstroken) zonder vluchtstroken met de niet meer toegelaten helling tot 6%. Bij mooi weer veroorzaakte deze omstandigheden langzaam rijdende vrachtwagens, in de winterse omstandigheden leidde dit tot frequente files en ongelukken.

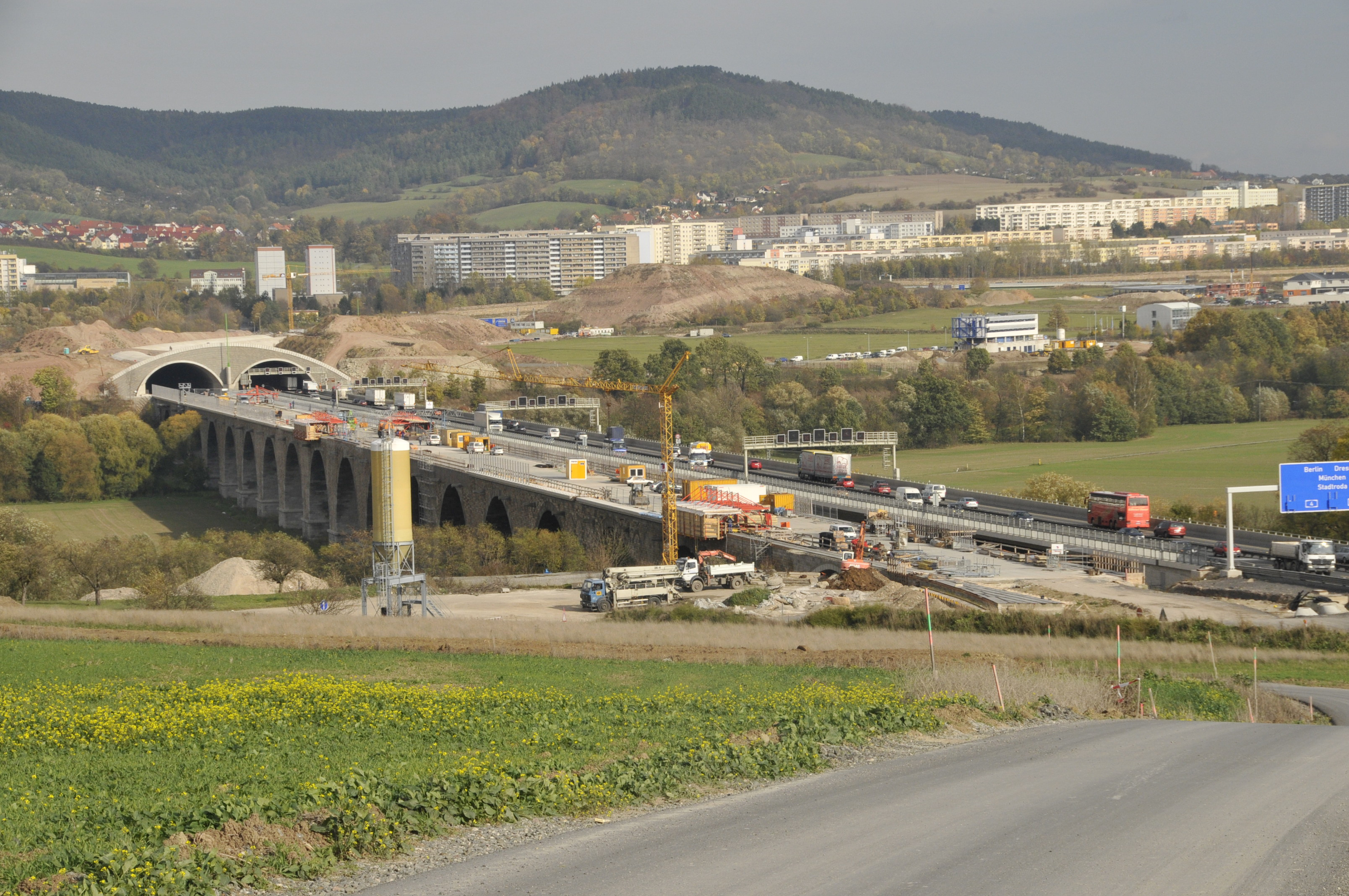
Aansluiting Jena-Göschwitz, werkzaamheden aan de Saaletalbrücke met de Lobdeburgtunnel (2008)
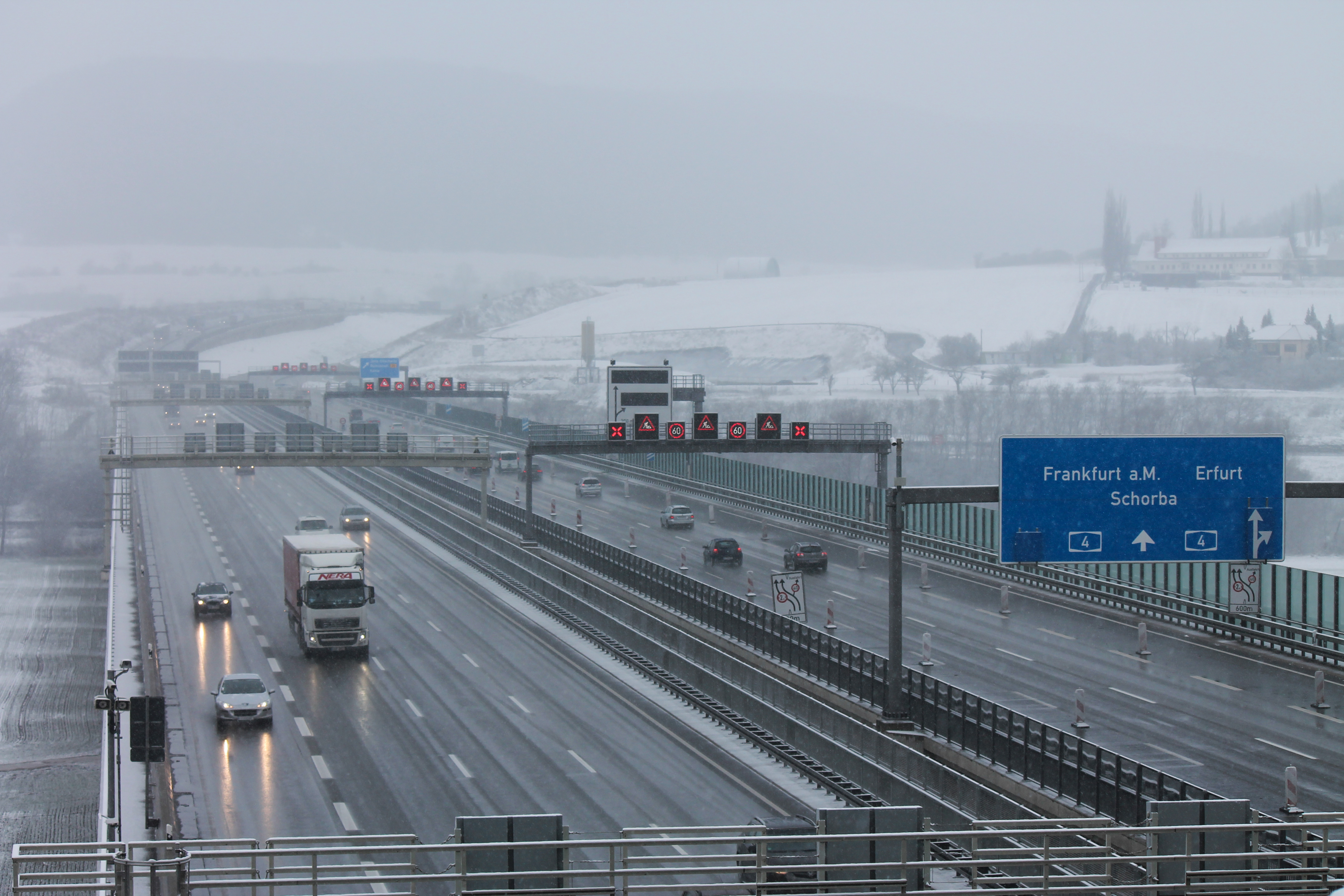
Blik vanaf de Lobdeburgtunnel op de Saaletalbrücke, rechts de monumentale brug, links de nieuwbouw (2013)
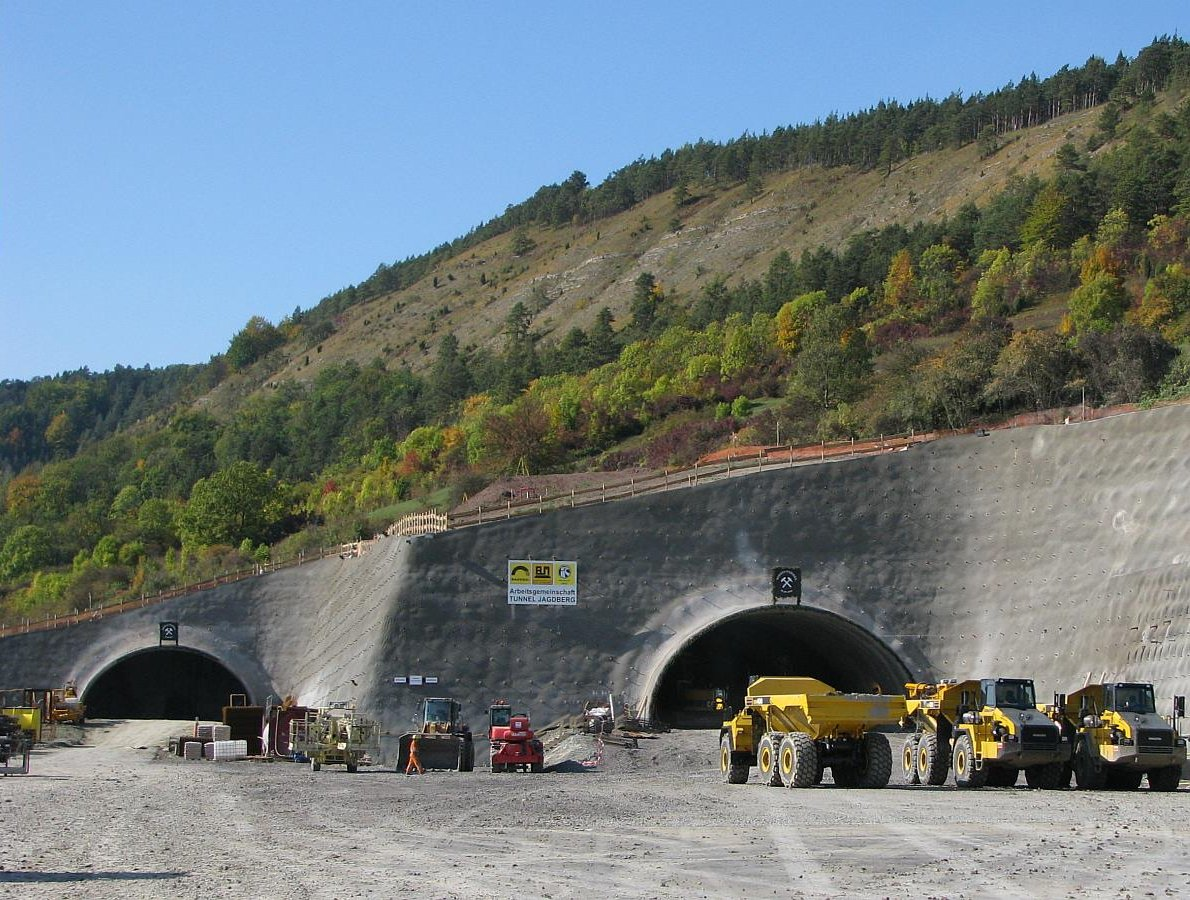
Oostelijke ingang van de Jagsbergtunnel bij Jena-Göschwitz tijdens de bouw (2008)
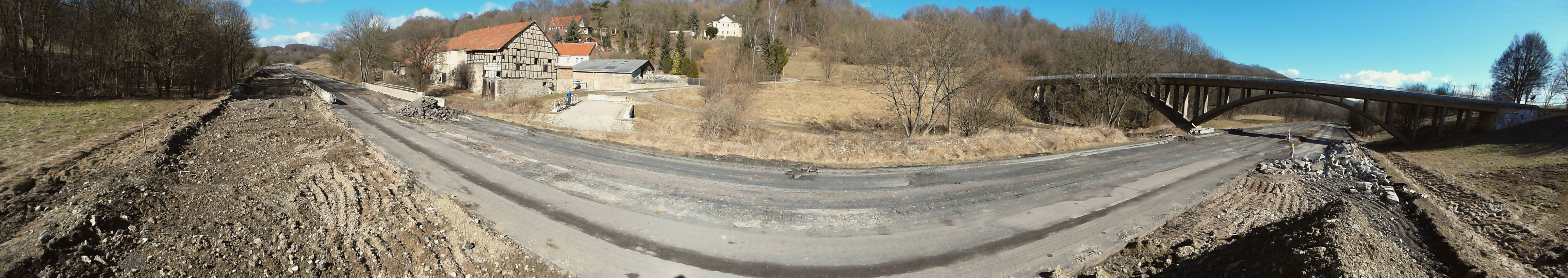
Panorama op de oude A4 bij Pösen (2015)
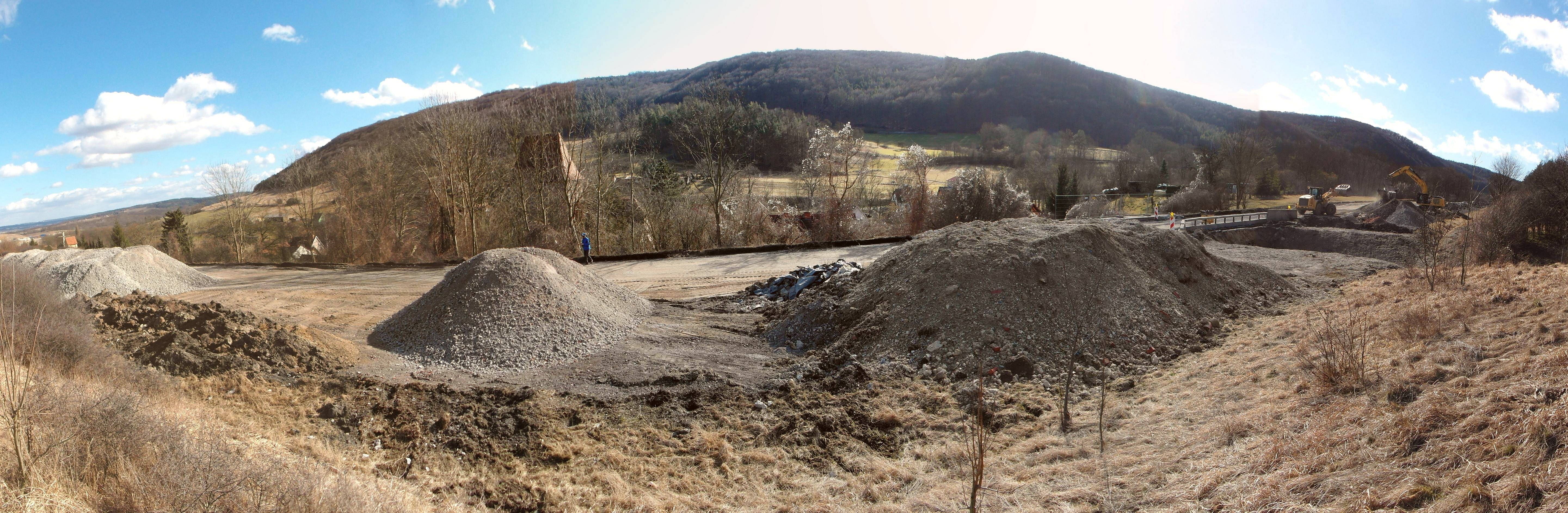
Sloop van de A4 in het Leutradal (2015)
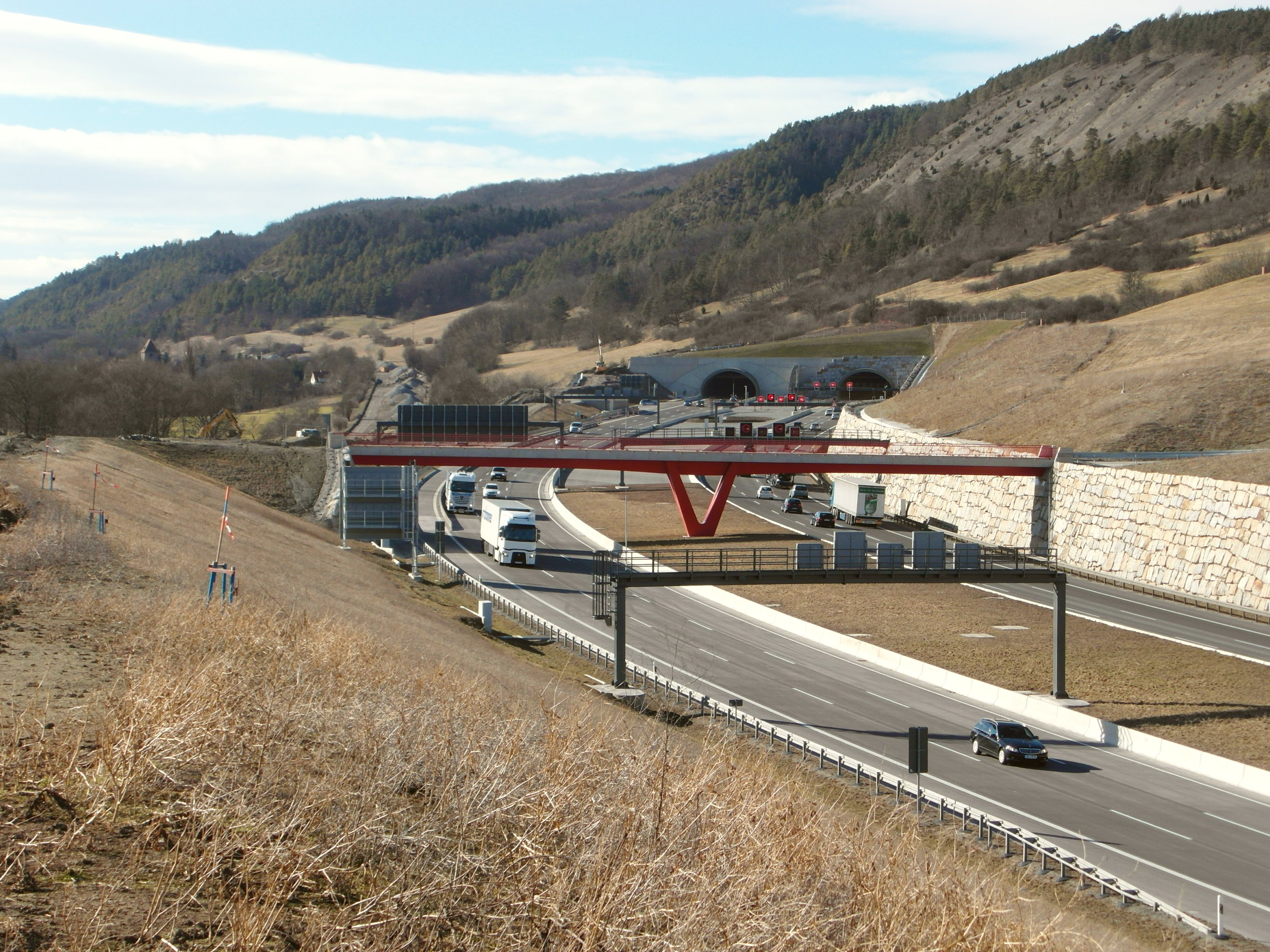
Oude en nieuwe A4 bij de Jagdbergtunnel bij Göschwitz (2015)

## Plannen

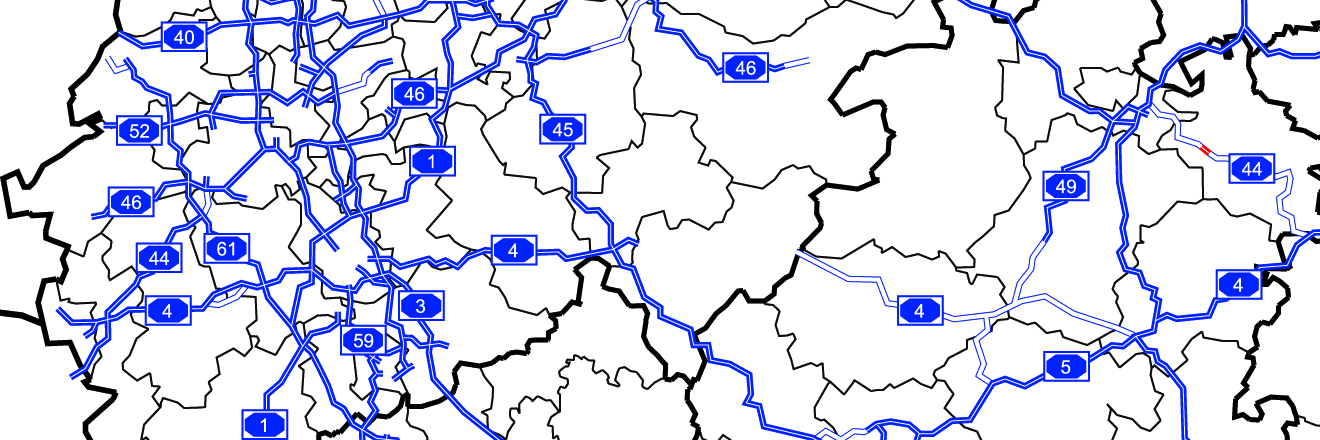
A4 van Aken tot Eisenach

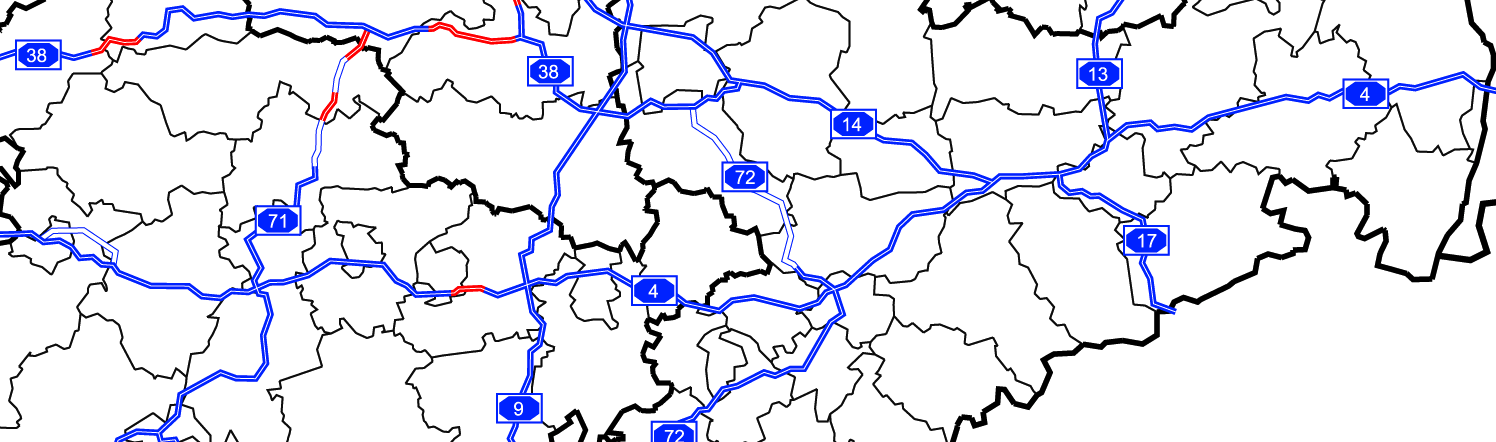
A4 van Eisenach tot Görlitz

### Aken tot Olpe
De verbreding naar 2x3 rijstroken tussen aansluiting Aachen-Laurensberg en Kreuz Aachen evenals de verbreding naar 2x4 rijstroken tussen Kreuz Köln-West en Kreuz Köln-Süd heeft in het Bundesverkehrswegeplan 2030 lage prioriteit ("Weiteren Bedarf"). De verbreding naar 2x4 rijstroken op het volgende deel tot Kreuz Köln-Gremberg en de verbreding naar 2x3 rijstroken tussen Kreuz Köln-Ost en aansluiting Moitzfeld heeft de hoogste prioriteit ("Vordringlicher Bedarf - Engpassbeseitigung"). De verbreding tussen aansluiting Moitzfeld en aansluiting Untereschbach heeft weer de lage prioriteit.

#### Halve aansluiting Frechen-Königsdorf
Om Frechen-Königsdorf te ontlasten van doorgaand verkeer is een halve aansluiting aan de Aachener Straße in Keulen tussen Horrem en Königsdorf, sinds het voorjaar van 2017 is het in bouw. Hierbij wordt een 538 meter lange weg (L361n) oostelijk van de noord-zuidlijn van RWE middels een rotonde tot de A4 geleid en vanaf hier is aansluiting op de A4 van en naar Keulen. Verantwoordelijk voor de bouw en financiering is de deelstaat Noordrijn-Westfalen. Het gereedkomen van het project wordt pas in het voorjaar van 2021 verwacht. De kosten bedroegen volgens het oorspronkelijke plan rond de € 8,3 miljoen, maar ondertussen zijn de kosten volgens de nieuwste schattingen gestegen naar € 22,3 miljoen (in december 2016 waren de kosten op € 15,6 miljoen geschat en eind 2019 als einddatum gesteld) .
De bouw van de halve aansluiting werd in 2013 onderdeel van het Landesstraßenbauprogramms en zou na opgenomen te worden in de deelstaatsbegroting in 2013 gestart worden. Werkelijk werd met de voorbereidende maatregeling pas eind 2014 begonnen.
De maatregel is onderdeel van een maatregelenpakket, waar eveneens de aanpassing van de halve aansluiting Frechen-Nord (9a) tot volledige aansluiting onder valt.

#### Volledige aansluiting Frechen-Nord
Bij het volledig maken van aansluiting Frechen-Nord werden ook de verbreding van de L183 naar 2x2 rijstroken (vanaf de Aachener Straße tot Krankenhausstraße) en de bouw van een extra rijstrook aan de A4 (beide zijden van aansluiting Frechen-Nord tot Kreuz Köln-West) gepland.

### Sluiten van de onderbreking tussen Krombach tot Hattenbach
De vroeger geplande sluiting van de onderbreking tussen Kreuz Olpe-Süd (Wenden) en Hattenbach/Kirchheim in Hessen werd verworpen. In plaats daarvan werd een deeltraject tussen Kreuz Olpe-Süd en Kreuztal-Krombach gebouwd. Bij het huidige einde gaat de snelweg naadloos over in de autoweg B54. Deze loopt verder via Kreuztal en Siegen tot aansluiting Siegen aan de A45. Oorspronkelijk was het tracé via Hilchenbach, Erndtebrück, noordelijk van Bad Laasphe, via de Sackpfeife en door de Landkreis Marburg-Biedenkopf tot het Hattenbacher Dreieck gepland. De verdere verlenging van de A4 werd in de Bundesverkehrswegeplan 2004 niet meer met een hoge prioriteit opgenomen en daarna volledig uit de planningen geschrapt. Daarvoor in de plaats is in het Bundesfehrnstraßenbedarfsplan randwegen met de B508 en B62 om Kreuztal, Erndtebrück en Bad Laasphe gepland. De E40, die tot de aansluitende delen van de A4 hoort, wordt door de onderbreking via Wetzlar en Gießen (A45, A480 en A5) omgeleid.

### Verbreding naar 2x3 rijstroken tussen Kirchheim en Wommen
De volledige verbreding naar 2x3 rijstroken van Kirchheim tot Wommen heeft een lage prioriteit in het Bundesverkehrswegeplan 2030.

### Verbreding naar 2x3 rijstroken tussen Köln-Ost en Moitzfeld
De volledige verbreding naar 2x3 rijstroken tussen Kreuz Köln-Ost en aansluiting Moitzfeld heeft een hoge prioriteit in het Bundesverkehrswegeplan 2030.

### Verbreding naar 2x3 rijstroken tussen Moitzfeld en Untereschbach
De volledige verbreding naar 2x3 rijstroken tussen aansluiting Moitzfeld en aansluiting Untereschbach heeft een lage prioriteit in het Bundesverkehrswegeplan 2030.

### Ombouw van het Hermsdorfer Kreuz
Na de eerste ombouw van Hermsdorfer Kreuz in 1992 werd een verdere ombouw en een verbreding van de hoofdrijbaan naar die rijstroken per richting vanaf het jaar 2010 voorzien. Het was gepland om het nieuwe knooppunt te voorzien van een halfdirecte verbindingsboog met twee rijstroken op de relatie Erfurt naar Berlijn, omdat vaak grote terugslagfiles ontstaan op de A4 wegens de sterke verkeersstroom op de A9. In december 2010 werd bekendgemaakt dat de ombouw tot eind 2014/begin 2015 vertraagd is. Grond daarvoor was de extra ombouwmaatregelen op een brug voor voetgangers en fietsers. De totale kosten zullen rond de € 43 miljoen bedragen. Er wordt op een bouwtijd van drie jaar gerekend.
Ondertussen werd bekend dat de ombouw van het Hermsdorfer Kreuz tot minstens 2020 verschoven is. De rede hiervoor zijn financieringsproblemen bij de Bond. Tot dan werden alleen renovatiewerkzaamheden uitgevoerd die in juni 2016 afgerond waren.

## Ongevallen

### Ongeval op de Wiehltalbrücke 2004
De A4 was na een ongeval op de Wiehltalbrücke van eind augustus 2004 tot 7 oktober 2004 tussen de aansluitingen Engelskirchen en Gummersbach afgesloten. Een met 32.000 liter brandstof geladen tankwagen kwam in aanraking met een personenauto, stortte van de Wiehltalbrücke af en vloog in brand. De vrachtwagenbestuurder kwam om het leven en de constructie van de brug raakte aanzienlijk beschadigd. De brug werd op 7 oktober 2004 weer beperkt opengesteld voor het verkeer. De eigenlijke reparaties begonnen op 28 juni 2006 en werden op 22 augustus 2006 afgesloten. Na de laatste renovatie van het rijdek werden de laatste beperkingen op de brug opgeheven.
De reparaties volgde middels een complexe, in Duitsland voor het eerst toegepaste methode. Tijdens deze tijd, waarin onder andere een brugsegment van 20 bij 31 meter uitgewisseld werd, was de brug volledig afgesloten. De totale kosten voor reparaties en renovatie bedroeg € 30 miljoen. Het gaat daarmee om het duurste verkeersongeluk in de Bondsrepubliek Duitsland.

### Busongeluk bij Dresden in 2014
In de nacht van 19 juli 2014 waren twee touringcars uit Polen en Oekraïne evenals een busje bij Dresden in een ongeval verwikkeld. Er waren elf doden en meerdere gewonden.

## Trivia
- Bij werkzaamheden aan de A4 in de omgeving van Düren werd in 2009 de neolithische nederzetting bij Arnoldsweiler blootgelegd.
- Als herinnering aan de tijd van de bouw van de snelweg staat tussen Friedewald en Bad Hersfeld in de middenberm een kilometersteen met het opschrift "350 km von Berlin". Het is nog een van de weinige originele kilometerstenen die uit die tijd nog op de oorspronkelijke locatie staat. Het gedenkteken is een cultureel monument volgens de Hessische monumentenwet. Desalniettemin wordt wegens een voorziene verbreding de steen verplaatst, weg van zijn oorspronkelijke locatie.[27]
- De sinds 1995 bestaande 380 kV-hoogspanningsleiding Mecklar - Vieselbach en de 110 kV-hoogspanningsleiding voor het spoor Bebra - Weimar verloopt tussen Wildeck-Obersuhl en Eisenach parallel aan de snelweg.
- Bij Chemnitz werd tussen 2000 en 2002 het Bahrebachmühlenviadukt zo omgebouwd dat het technische monument behouden bleef en ook nog een verbreding naar 2x3 rijstroken onder de brug mogelijk was.
- Bekend is de braadworstkraam bij de Jagdbergtunnel. Deze lag tot de opening van de tunnel direct aan de snelweg bij Schorbaer Berg in de richting van Dresden als een van de laatste vrije kramen aan de snelweg. Tegenwoordig is het gevestigd dicht bij de snelweg op een bedrijventerrein in Magdala.[28]